# Rieterkirche St. Marien und Christophorus

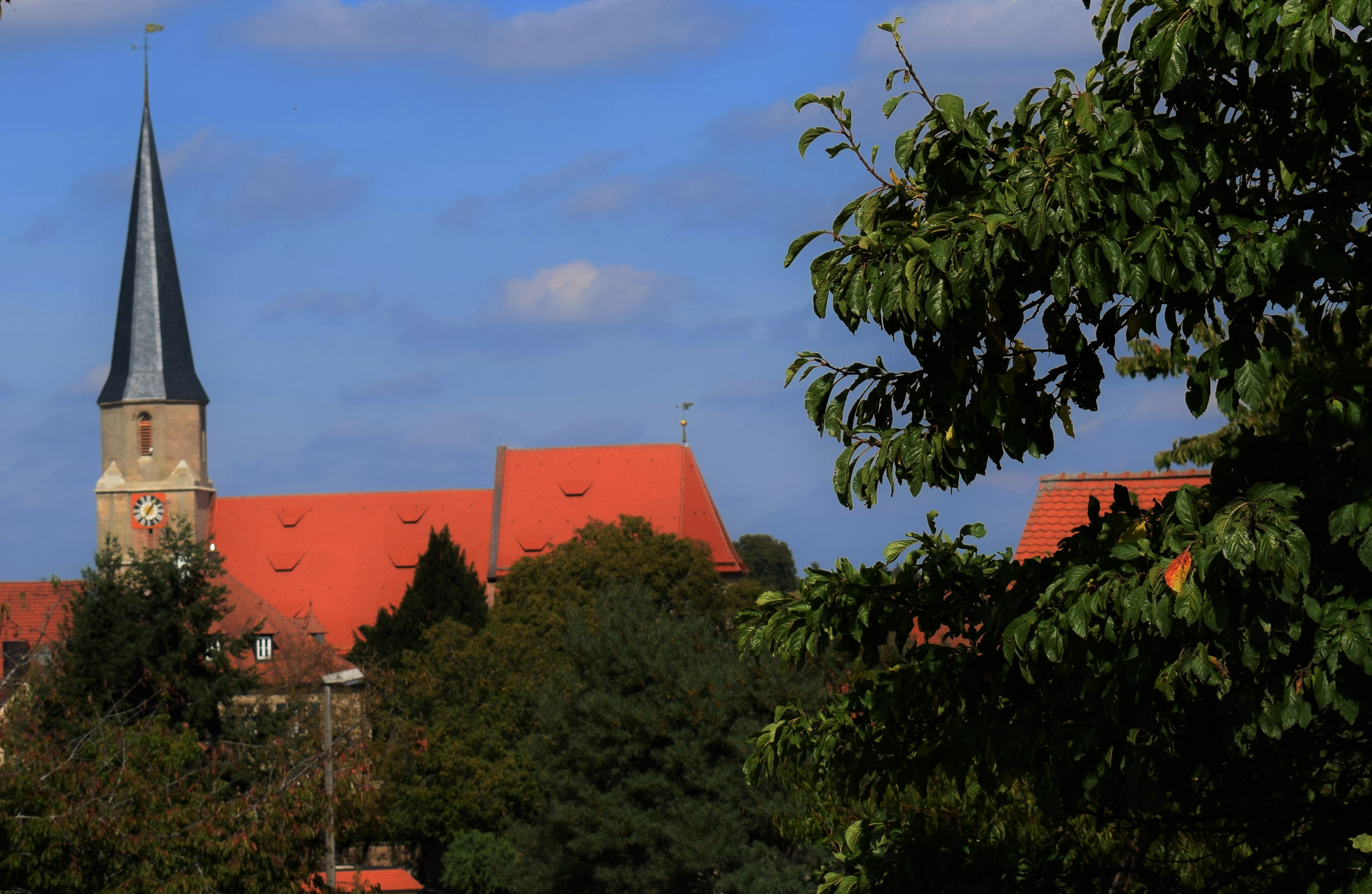
Die Rieterkirche von Süden 2019

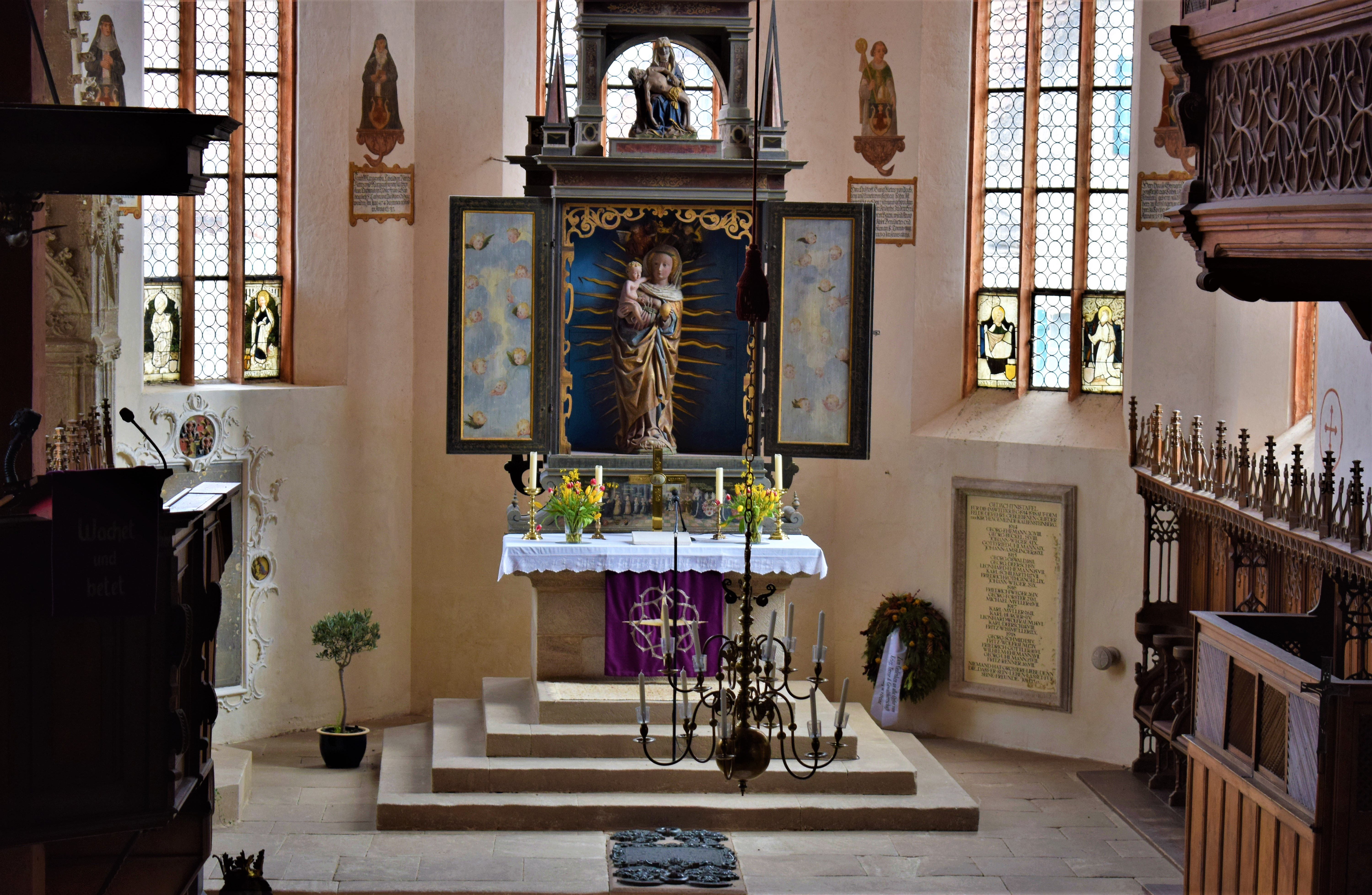
Blick in den Chorraum

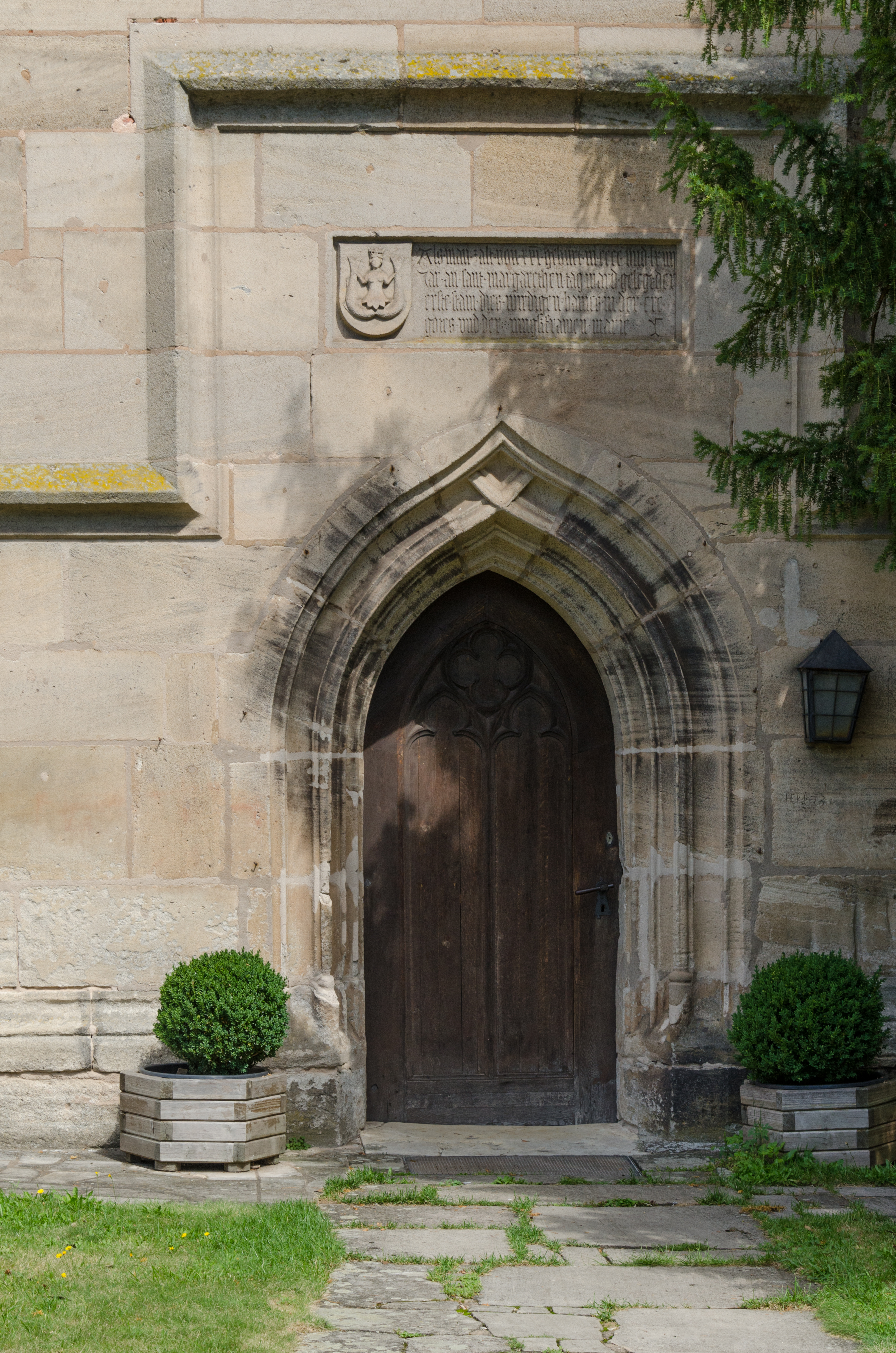
Portal mit Grundstein

St. Marien und Christophorus, gewöhnlich Rieterkirche genannt, ist die evangelisch-lutherische Kirche in Kalbensteinberg, einem Gemeindeteil des Marktes Absberg im mittelfränkischen Landkreis Weißenburg-Gunzenhausen. Sie ist Pfarrkirche des Pfarrverbunds Kalbensteinberg/Fünfbronn im Evangelisch-Lutherischen Dekanat Gunzenhausen. Die namensgebenden Rieter von Kornburg haben als Stifter die Kirche als persönliches Denkmal betrachtet und mit zahlreichen Kunstwerken ausgestattet. Bemerkenswert dabei ist, dass die Kirche und ihr Inventar nie einem Brand, einem Krieg oder dem Ikonoklasmus zum Opfer fielen, weswegen ihre im Original erhalten gebliebenen Kunstschätze das „Fränkische Schatzkästchen“ zu den kulturhistorisch wertvollsten Baudenkmälern der Region machen. Zum Inventar zählen – für eine evangelische Kirche ungewöhnlich – eine große Anzahl katholischer Bildwerke und Heiligenstatuen, eine russisch-orthodoxe Ikone des Theodor Stratelates als wertvollstes Exemplar der Sammlung sowie eine Marienfigur mit Kind aus Terrakotta, die dafür sorgte, dass die Rieterkirche bis zur Reformation eine Wallfahrtskirche war.

## Geographische Lage

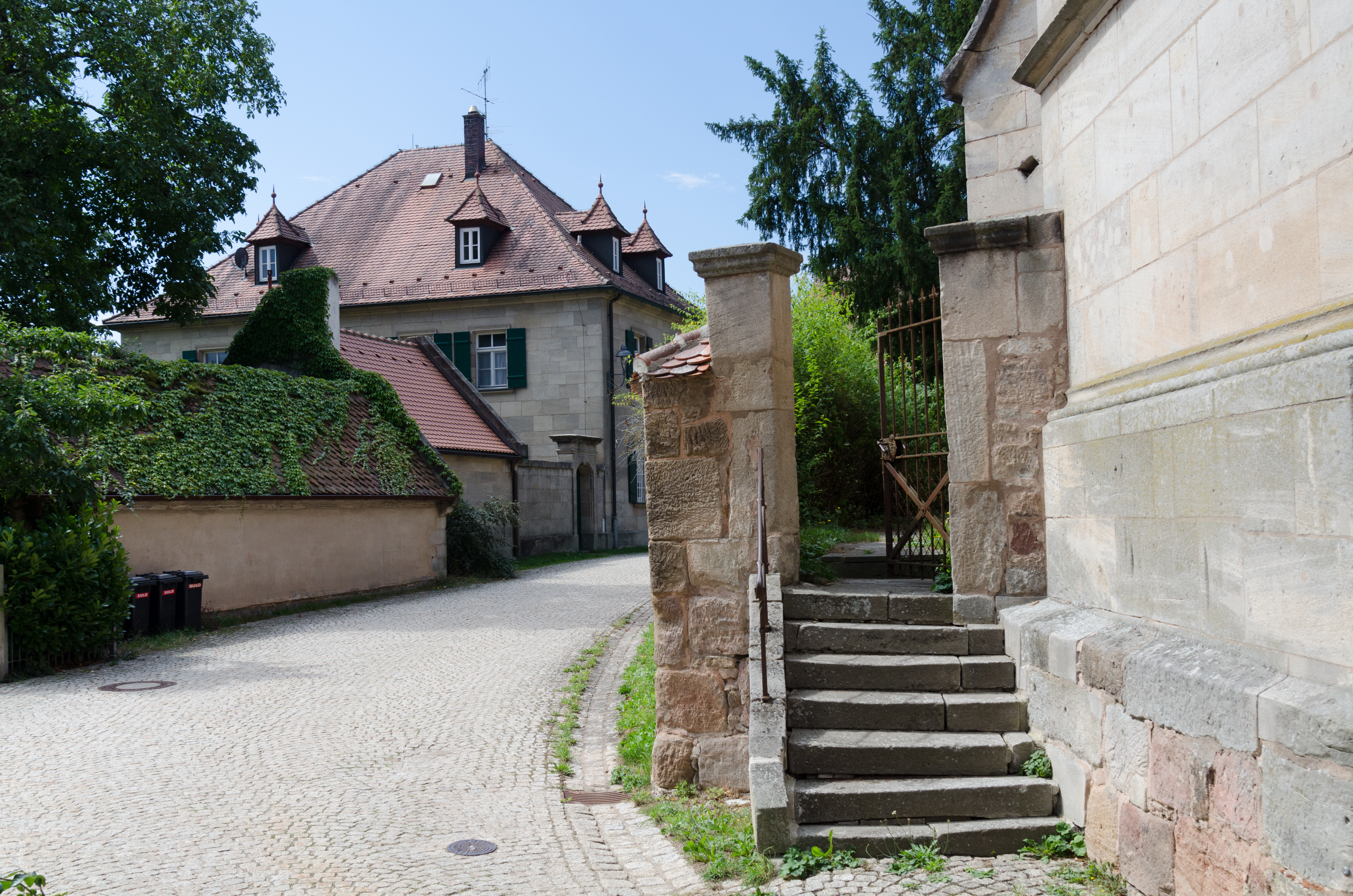
Straße vor der Kirche mit Blick auf den Pfarrhof

Die ortsbildprägende Rieterkirche befindet sich östlich der Hauptstraße des Ortes an einer Gasse im Ortskern Kalbensteinbergs, der als Bauensemble (Aktennummer E-5-77-111-1) denkmalgeschützt ist. Das Bauwerk ist die einzige Kirche des Dorfes. Sie steht auf 487 Meter über NHN und ist von denkmalgeschützten Bauernhäusern wie den Hausnummern 72 und 61 umgeben. An einem kleinen Platz vor der Südfront der Kirche liegen auch der Pfarrhof und das Alte Pfarrhaus. Die postalische Adresse lautet Kalbensteinberg 63. Der neue Friedhof der Kirche steht am Ortsrand rund 100 Meter östlich der Kirche. Der Jakobsweg nach Santiago de Compostela führt an der Kirche vorbei. Zur Pfarrgemeinde gehören die Orte Obererlbach und Straßenhaus (beide Gemeinde Haundorf) und Untererlbach (Stadt Spalt).

## Namensgebung
Die Pfarrkirche hat die heilige Maria, Mutter Jesu, und den heiligen Christophorus als Patrozinium. Urkundlich gesichert ist nur das Marienpatrozinium. Wann Christophorus als zweites Patrozinium hinzukam, ist unbekannt; es stammt jedenfalls nicht aus vorreformatorischer Zeit. Möglicherweise geht es auf eine unzuverlässige Pfarrbeschreibung des 19. Jahrhunderts zurück, vielleicht auf einen Irrtum von Pfarrer Medicus.
Die Kirche wird jedoch meist nicht Marien- und Christophoruskirche, sondern „Rieterkirche“ genannt. Der Name stammt von den Rietern von Kornburg, einer Patrizierfamilie der Reichsstadt Nürnberg, die bis in das 18. Jahrhundert Herrschaftsinhaber des Dorfes war, das Bauwerk als persönliches Denkmal betrachtete und es mit Kunstschätzen ausstattete. Dies führte dazu, dass die Kirche den Spitznamen „Fränkisches Schatzkästchen“ bekam. Mundartlich wird das Bauwerk im lokalen ostfränkischen Dialekt als „Kalber Kirch“ bezeichnet.

## Geschichte

### Das Mittelalter

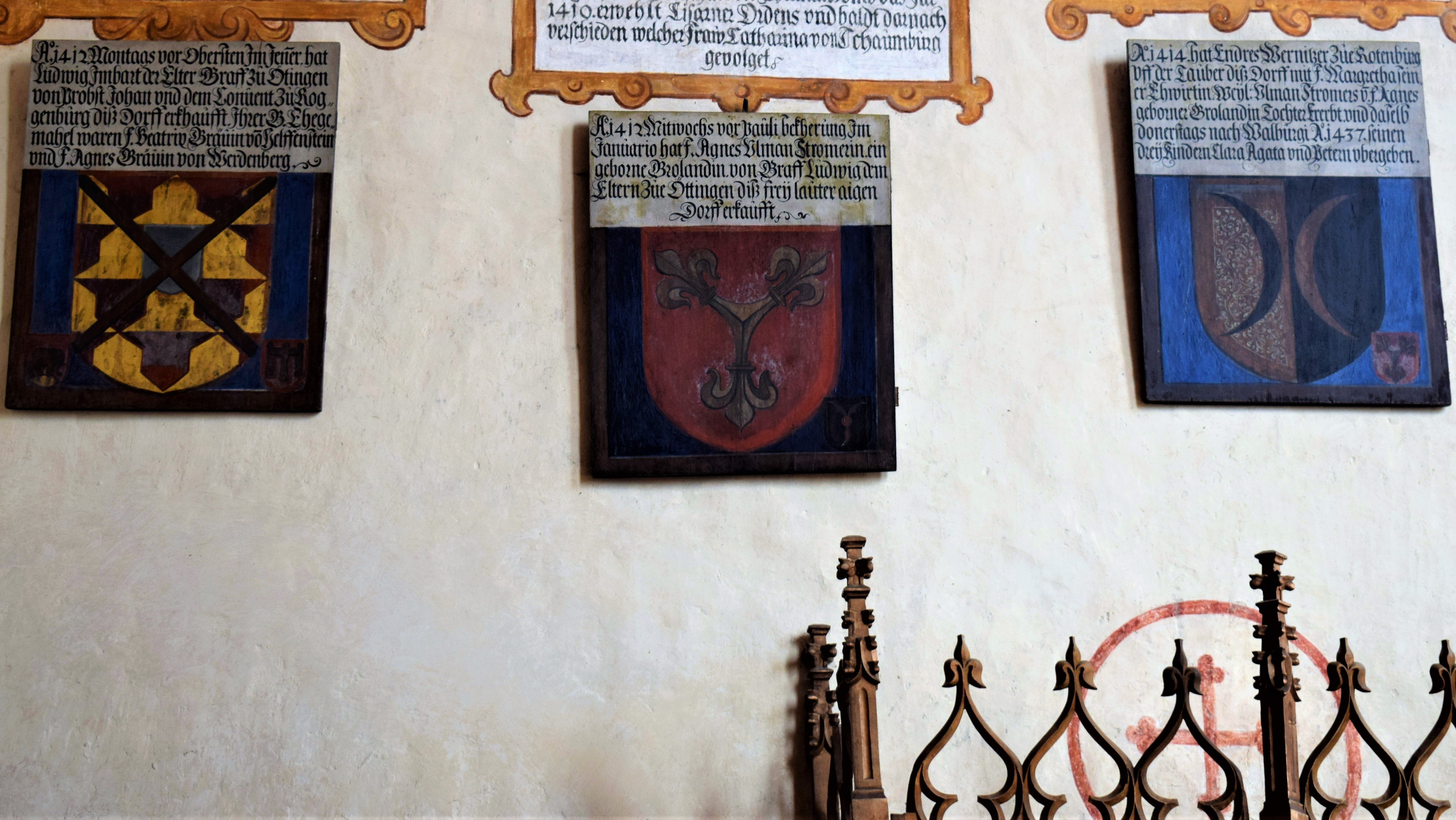
Historienschilder mit den Wappen von Oettingen, Stromer und Wernitzer

Die früheste Erwähnung Kalbensteinbergs findet sich in einer Urkunde vom 20. Juni 1248, in der Papst Innozenz IV. dem Kloster Roggenburg seinen Besitz in Kalbensteinberg bestätigt. Das Kloster besaß anfangs etwa zwei Drittel der Anwesen des Ortes. Am 4. Januar 1412 kaufte Graf Ludwig XI. von Oettingen die Besitztümer dem Kloster ab und veräußerte sie am 20. Januar 1412 an die Nürnberger Patrizierwitwe Agnes Stromer. Deren Tochter Margaretha war seit 1402 mit Andreas Wernitzer aus Rothenburg ob der Tauber verheiratet und übernahm 1414, nach dem Tod der Mutter, zusammen mit ihrem Mann das Erbe. Nach dem Auftreten von juristischen Problemen wurden die Güter am 10. April 1418 an Andreas Wernitzer vom Reichshofgericht in Konstanz übergeben. Die drei Kinder von Andreas Wernitzer erbten 1437 je ein Drittel seines Kalbensteinberger Besitzes. Tochter Klara war mit dem Nürnberger Patrizier Hans Rieter († 1437) verheiratet, der am 25. Oktober 1437 Klaras Geschwistern ihre Erbteile abkaufte. So gelangte Kalbensteinberg 1437 in den Besitz der Rieter. Zu dieser Zeit gab es eine Vorgängerkirche an gleicher Stelle, die kleiner und niedriger war als die heutige Kirche und Maria, ihrer Mutter Anna und den Heiligen Georg  und Nikolaus geweiht war.
Bauherr Paul Rieter (1430–1487), der das Majorat Kalbensteinberg von seinem Bruder Andreas (1428–1488) gepachtet hatte, ließ am 13. Juli 1464, dem Tag der heiligen Margarete, den Grundstein für eine neue Kirche legen. Die Bauarbeiten dauerten bis 1488. Die Finanzierung erfolgte durch Ablassbriefe. Die Kirchweihe als Marienkirche mit einer Altarweihe im Langhaus erfolgte am 10. September 1469, dem Sonntag nach Mariä Geburt, durch Weihbischof Leonhard Pilhamer; die Weihe des Chores, des Hochaltares und der Kirche nach ihrer Fertigstellung nahm Weihbischof Jakob Raschauer am 5. Mai 1488 vor. Das Fest der Kirchweihe bezieht sich auf die Weihe von 1469, wurde 1870 aber vom Sonntag nach Mariä Geburt auf den zweiten Sonntag im Oktober verschoben. Bis zur Reformation war die Rieterkirche eine Wallfahrtskirche. Das Ziel der Wallfahrt war eine Marienfigur mit Kind aus Terrakotta, die der Legende nach Blutstropfen weinte und sich heute im Chorraum befindet. Bevor 1542 die Reformation unter Pfarrer Wolfgang Reutaler (oder Reintaler) eingeführt und der größte Teil des Inventars aus der Kirche entfernt wurde, befanden sich auch Reliquien der heiligen Walburga, der 11.000 Jungfrauen und des heiligen Christophorus in der Kirche.

### Die Umgestaltung der Kirche durch Hans Rieter zu Beginn des 17. Jahrhunderts

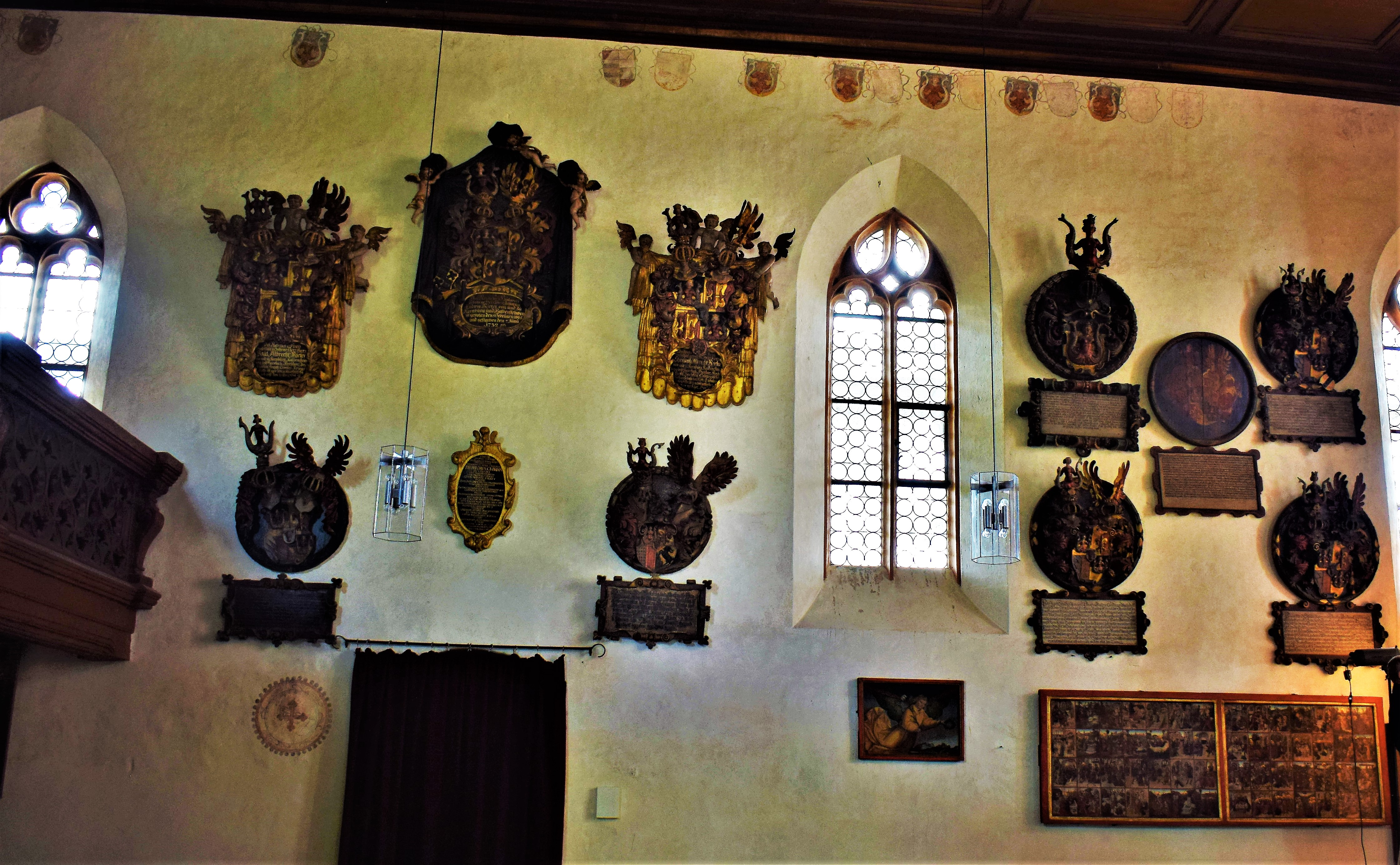
Totenschilde an der Langhausnordwand

Von 1609 bis 1613 ließ Hans Rieter (1564–1626), ein Kunstsammler, seine Kirche restaurieren und mit spätgotischen Kunstwerken, die aufgrund der Reformation aus Nürnberger Kirchen entfernt worden waren, neu ausschmücken. Auch Werke, die bereits vor der Reformation zur Ausstattung der Rieterkirche gehört hatten und dann auf den Dachboden ausgelagert worden waren, wurden wieder präsentiert. Er ließ drei Flügelaltäre anfertigen und die mittelalterlichen Bilder und Statuen in diese einfügen. Hersteller, Herstellungsort und -zeit der meisten Objekte sind nicht genau bekannt. Die Auswahl der Werke erklärt den ungewöhnlichen Bestand an katholischen Bildern und Skulpturen in einer evangelischen Kirche. Aufträge für neue Werke vergab Hans Rieter an die beiden Maler Georg Gärtner und Nicolaus Oeller (1554–1633) (auch als Nikolaus Öhler bezeichnet) sowie an den Bildschnitzer Christoph Großdietz (auch Christoph Grostitz genannt und 1590 als Bürger in Nürnberg nachgewiesen). Im Rahmen der Umbaumaßnahmen wurden Kanzel und Emporen errichtet, die Gruft angelegt und im Langhaus die Felderdecke eingezogen. Die Chorwände wurden mit Fresken versehen, im Langhaus und entlang der Gemeindeemporen knapp unterhalb der Decke wurden insgesamt 204 Wappen als Fries gemalt, die später übertüncht und von denen einige wenige bei Renovierungen in den Jahren 1929 bis 1930 sowie 1990 bis 1992 freigelegt wurden. Unter dem Fries wurden 15 neu geschaffene Totenschilde aufgehängt. Besonders aufwändig war der Neubau des Dachstuhls des Langhauses, der aufgrund massiver Schäden am Dachtragwerk notwendig geworden war. Insgesamt betrugen die Baukosten 2866 Gulden, 5 Pfund und 12 1/2 Pfennig und wurden durch Gelder der Frühmesse in Kornburg, den Zehnten und aus vorhandenem Barvermögen der Kirchengemeinde finanziert.

### Das 17. bis 20. Jahrhundert

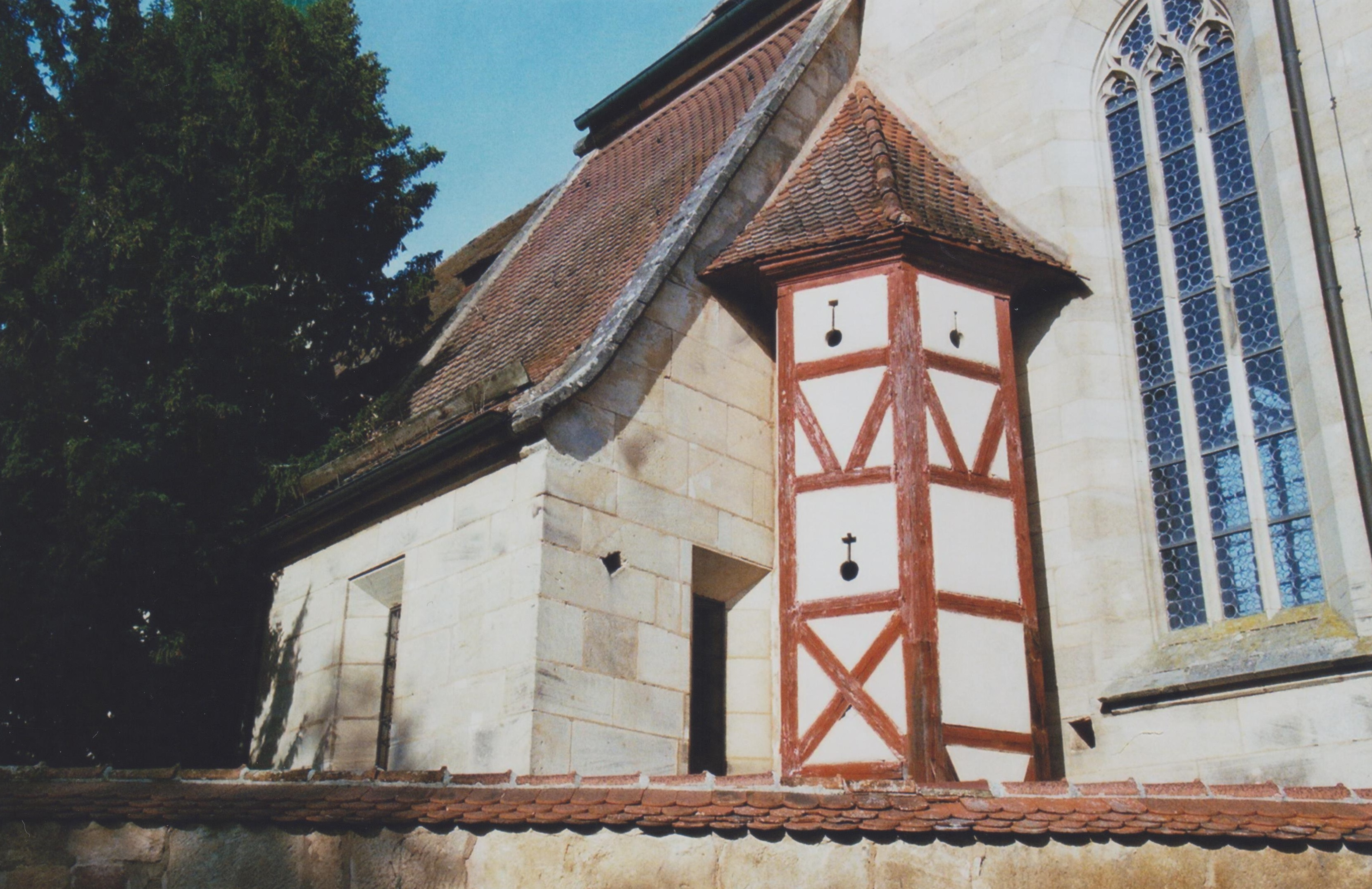
Sakristei und Fachwerkturm mit Aufstieg zu den Herrschaftslogen

Den Dreißigjährigen Krieg überstand die Kirche unbeschadet. 1649 erhielt die Pfarrgemeinde wieder einen Pfarrer, ab 1654 wurden wieder eigene Kirchenbücher geführt.
Nach dem Aussterben der Rieter 1753 kam das Kirchengebäude in den Besitz des Nürnberger Heilig-Geist-Spitals. 1806 verlor die Stadt das Patronatsrecht im Rahmen der Mediatisierung an das Königreich Bayern und erlangte es 1818 zurück, unter der Bedingung, die Kirche zu erhalten. Bis 1970 wurde das Bauwerk von der Stadt Nürnberg als Administratorin der Rieterstiftung verwaltet und wurde dann der bayerischen Landeskirche übertragen.
Bis ins 19. Jahrhundert kamen katholische Pilger in die evangelische Rieterkirche und verehrten die Marienfiguren.
Der Dachboden wurde als Getreide- und Hopfenspeicher genutzt, bis dies 1914 vom Stadtmagistrat Nürnberg untersagt wurde.
1955 wäre die Kirche beinahe einem Brand zum Opfer gefallen, als benachbarte Bauernhöfe niederbrannten. Von 1929 bis 1930, 1972 sowie von 1990 bis 1992 fanden Renovierungen statt.

### Das 21. Jahrhundert
In den Jahren 2018 und 2019 fand eine umfassende Außensanierung der Kirche in zwei Bauabschnitten mit einem Bauvolumen von 1,1 Millionen Euro statt. Im ersten Bauabschnitt wurden Turm und Chor instand gesetzt. Unter anderem wurden schadhafte Hölzer am Dachstuhl ausgetauscht und die Dacheindeckung erneuert. Im zweiten Bauabschnitt wurden Schäden am Langhaus beseitigt, dessen Dach ebenfalls neu gedeckt wurde. Da eine biologische Reduzierung von Holzschädlingen mit Schlupfwespen nicht erfolgreich war, wurden nun chemische Mittel zur Schädlingsbekämpfung eingesetzt. Wann in einem dritten Bauabschnitt die Außenanlagen der Kirche erneuert werden, steht noch nicht fest.
Die Rieterkirche wurde von der Stiftung KiBa zur Kirche des Monats September 2018 gewählt; bei der Kandidatur zur Stiftungs-Auszeichnung Kirche des Jahres 2019 errang die Rieterkirche den 3. Platz.
Die Kirche wird regelmäßig für klassische Konzerte und Musikveranstaltungen genutzt. Aus Gründen des Diebstahlschutzes ist das Betreten der Kirche außerhalb der Gottesdienstzeiten, Führungen und Veranstaltungen nicht möglich. Der Bau ist mit einer 2018/19 erneuerten Alarmanlage ausgestattet.

## Baubeschreibung

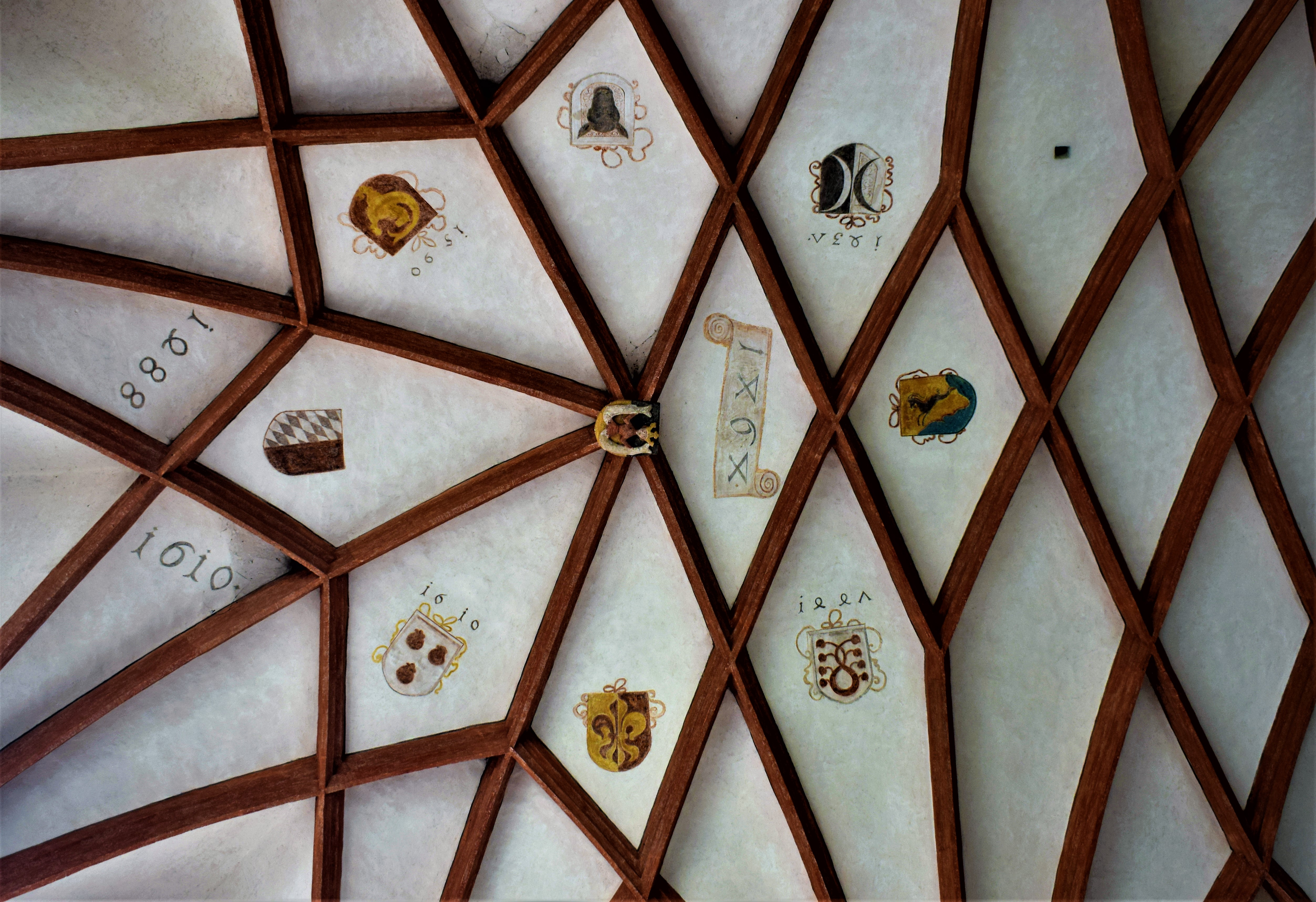
Netzgewölbe im Chor

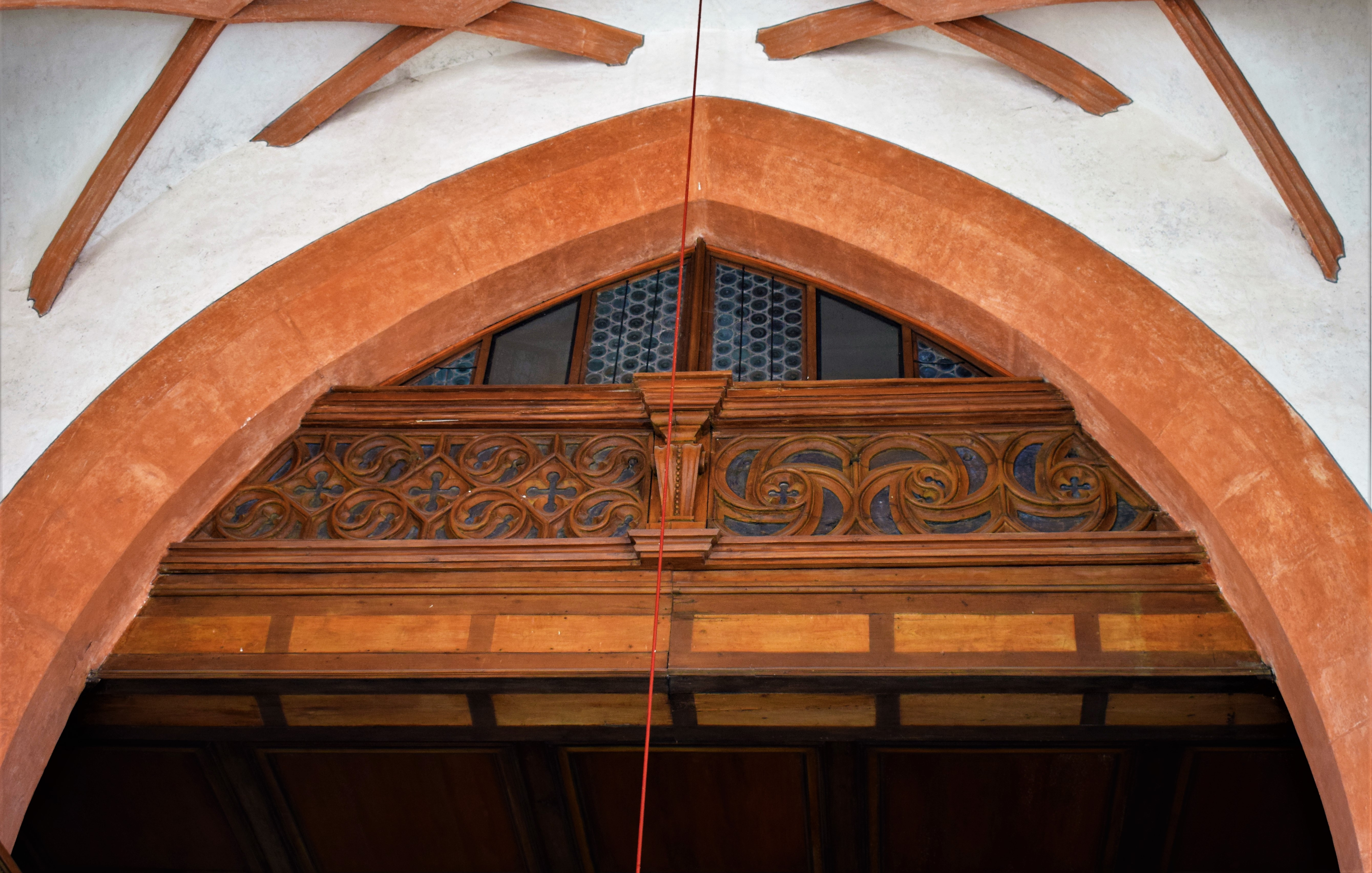
Scheitel des Chorbogens

Die spätgotische Saalkirche erinnert mit ihrem gegenüber dem Langhaus erhöhten Chor an die beiden Nürnberger Pfarrkirchen St. Sebald und St. Lorenz. Das aus Rhätsandsteinquadern erbaute Gebäude mit Satteldach und vorgesetztem Westturm mit Spitzhelm steht innerhalb der mittelalterlichen Friedhofsmauer, die im 19. Jahrhundert verändert wurde. Während der Dachstuhl des Chores aus der Erbauungszeit von 1477 stammt, ist der des Langhauses 1609 neu errichtet worden. Der als Wehrkirche eingestufte Bau besitzt ein seltenes, eigenbefestigtes Kirchenschiff. An die Südwand des Chores ist eine Sakristei angebaut. In einem kleinen, mit Öffnungen in Gestalt von Schlüsselscharten ausgestatteten Treppenturm aus Fachwerk, der an die südliche Außenwand des Chores und die Ostwand der Sakristei angelehnt ist, kann zu den beiden Herrschaftslogen der Rieter hinaufgestiegen werden. Über dem spitzbogigen Eingangsportal an der Südseite des Langhauses befinden sich ein Wappenrelief der Rieter und eine Inschrift, die das Datum der Grundsteinlegung der Kirche nennt, und Maria als Patrozinium angibt. Das gegenüberliegende Portal in der Nordwand ist verschlossen. Ein Steinsockel und ein Kaffgesims umfassen die Kirche, die einschließlich des Turms 36 Meter lang ist. Das Langhaus hat eine Höhe von 17,6 Metern und eine Breite von 13,8 Metern. Der Chorraum ist 20,75 Meter, der Kirchturm 45 Meter hoch.
Der eingezogene, netzgewölbte Chor ist 5/8 geschlossen und hat fünf dreibahnige Spitzbogenfenster mit je sieben Zeilen und drei Kopfscheiben mit Maßwerk. Der gotische Chor und der vordere Bereich des Langhauses, in dem die Seitenaltäre stehen, liegen um 3 Stufen erhöht. Unter dem einjochigen Chorraum befindet sich die 1609 angelegte Gruft der Rieter. Der spitze Chorbogen hat ein abgeschrägtes Gewände. Das rechteckige, einschiffige Langhaus mit vier Fensterachsen wird von einer flachen hölzernen Kassettendecke überspannt, die in den Chorbogen einschneidet, und in deren Mittelfeld die Wappen von Hans Rieter (1564–1626) und seinen drei Ehefrauen angebracht sind. Auf einem Schriftband stehen ihre Namen und die Jahreszahl 1620. Das Kirchenschiff wird an Nord- und Südwand von je drei zweiteiligen Spitzbogenfenstern mit gotischem Maßwerk erhellt.
An der Südwand des Chores über dem Eingang zur Sakristei und an der Ostwand des Langhauses über dem rechten Seitenaltar ist je eine hölzerne Empore als Herrschaftsloge angebaut. Sie sind im Renaissance-Stil errichtet und mit reich geschnitzten nachgotischen Maßwerkbrüstungen verziert. Über eine gleichartige Brüstung verfügt auch das sechsteilige Fenster, das vom Chor aus zwischen dem Scheitel des Chorbogens und der Kassettendecke des Langhauses zu sehen ist, und mit dem der Dachboden des Langhauses nach Osten hin abschließt.

## Ausstattung
Da die Kirche von Bränden und Plünderungen verschont blieb, besitzt sie eine verhältnismäßig große Sammlung an wertvollen Objekten.

### Chorraum

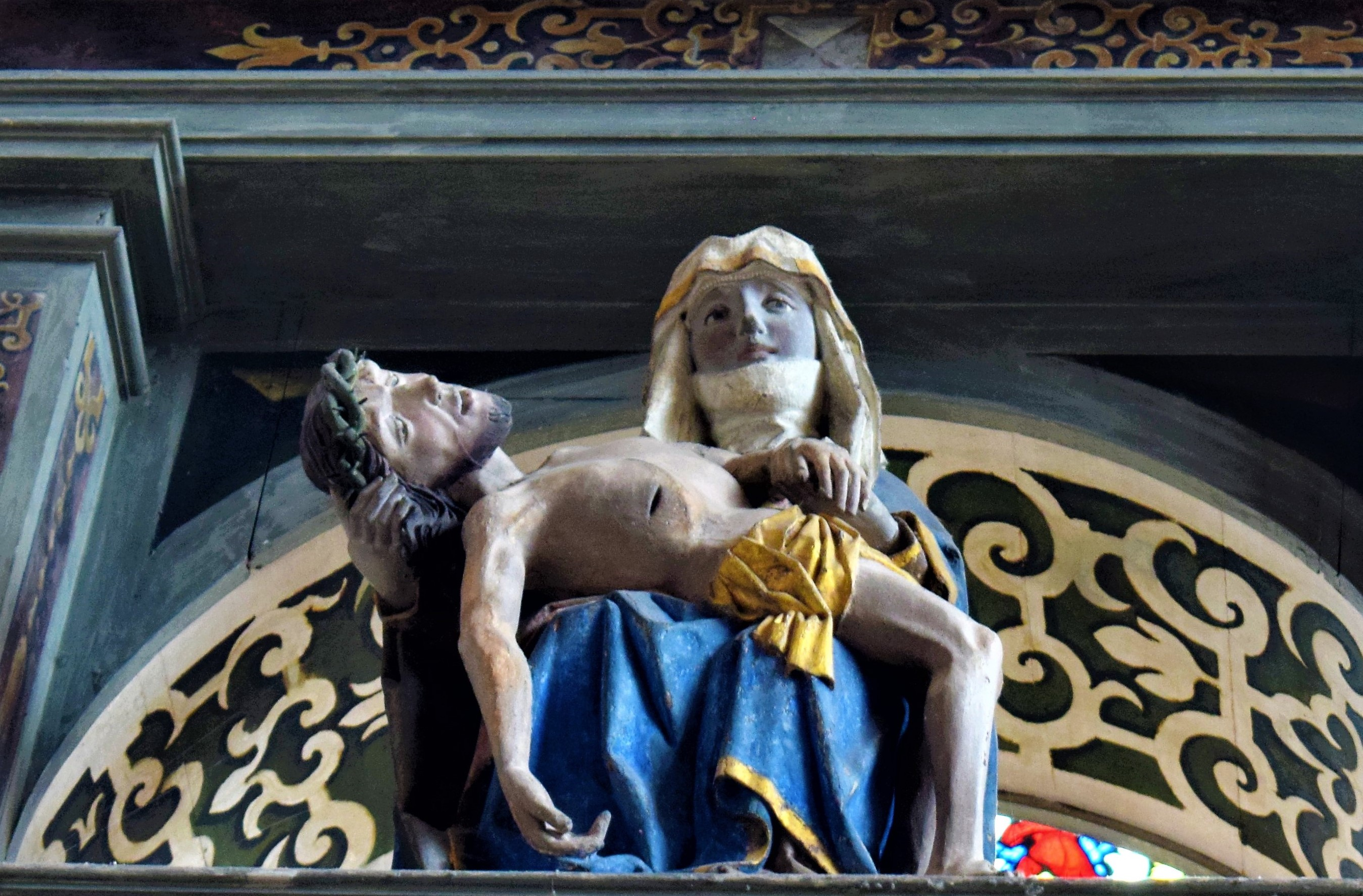
Pietà

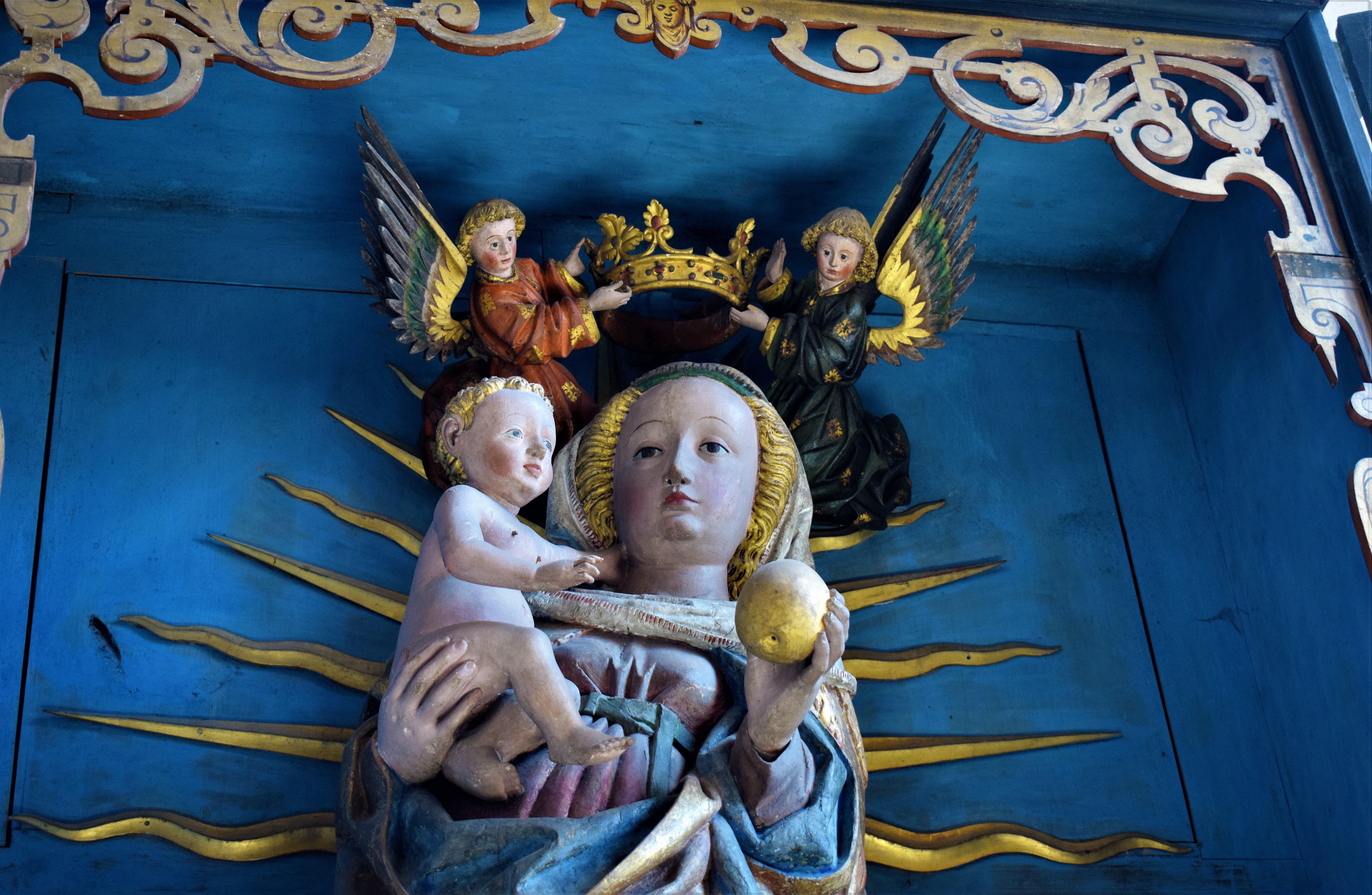
Mondsichelmadonna mit krönenden Engeln (Detail)

Den Schlussstein des gotischen Netzgewölbes ziert das Wappen der Rieter, die doppelschwänzige Meerfrau. In den Feldern um den Schlussstein herum sind kreisförmig Wappen von Familienmitgliedern gemalt, von denen einige mit Jahreszahlen versehen sind. Im Osten ist es der Wappenschild der legendären Kalbenberger. Es folgen im Uhrzeigersinn die Schilde von Maria von Imhoff (1590), Rieter von Kalbensteinberg, Wernitzer (1437), Rieter von Bocksberg, Seckendorff (1447), Rieter von Kornburg und Maria Blandina von Eyb (1610). Drei weitere Jahreszahlen nennen das Jahr der Grundsteinlegung (1464) und der Fertigstellung (1488) der Kirche, sowie das der Ausmalung des Chorgewölbes (1610).

#### Hauptaltar
Der Renaissance-Hochaltar von 1611, zu dem fünf Stufen hinaufführen, ist als Triptychon gestaltet. Die schließbaren Flügel zeigen auf den Innenseiten Puttenköpfe in einem weiß-blauen Himmel. Die Außenseiten der Flügel sind mit floralem Rankenwerk bemalt. Das Retabel ist mit spätgotischen Skulpturen ausgestattet. Im Mittelschrein steht eine Madonna im Strahlenkranz mit dem Jesuskind auf dem rechten Arm auf einer nach unten zeigenden Mondsichel, die mit einem Gesicht verziert ist. In der linken Hand hält Maria einen Apfel. Sie ist vor einem blauen Hintergrund platziert und wird von Schleierbrettern umrahmt. Die Statue und die beiden Engel, die eine Krone über ihr Haupt halten, stammen aus der Zeit um 1470 und werden als nürnbergische Werke angesehen. Auf dem Gesims des Schreins befindet sich eine Pietà aus demselben Zeitraum in einem von zwei Säulen und einem Bogen getragenen Aufbau, auf dem eine Kreuzigungsgruppe mit Christus, Maria und Johannes den Altar nach oben abschließt. Die Gruppe wird auf 1490 beziehungsweise 1510 datiert.
Auf einem Gemälde an der Predella sind der Stifter Hans Rieter (1564–1626), seine drei Ehefrauen und seine Kinder kniend dargestellt, links die männlichen Familienmitglieder, rechts die weiblichen und in der Mitte im Hintergrund Schloss Kornburg. Das Bild schuf 1611 der Nürnberger Maler Nicolaus Oeller. Diese ursprüngliche Version enthielt nur die Bilder und Daten der beiden ersten Gemahlinnen, Maria Imhoff und Blandina von Eyb. Später wurden weitere Daten hinzugefügt und 1620 auch Martha von Vohenstein, die dritte Ehefrau.
An der Rückseite der Predella befindet sich ein kleines Rundbild mit einem Durchmesser von 28 Zentimetern, auf dem mit dunkelgelben Pinselstrichen auf dunkelblauem Grund vermutlich Mariä Geburt gemalt ist.

#### Chorfenster

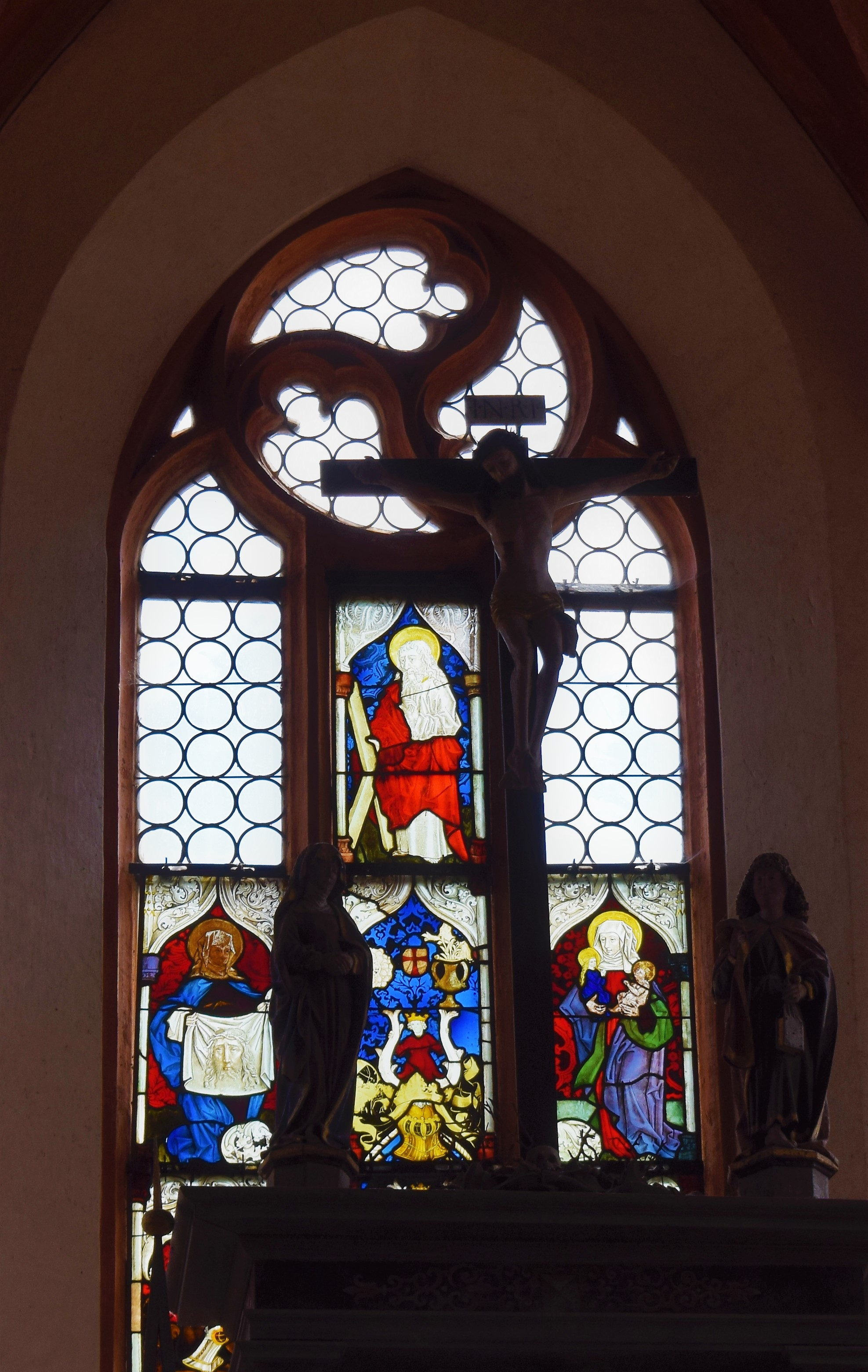
Ostfenster mit Andreas, Veronika und Anna selbdritt

Die von Andreas Rieter (1428–1488), dem zweiten Inhaber des Majorats Kalbensteinberg, um 1480 gestifteten fünf Chorfenster sind dreiteilige Spitzbogenfenster mit Pässen, Blasen und Nonnenköpfen. Es handelt sich vermutlich um nürnbergische Arbeiten. Als Motive für die Glasmalereien wählte der Stifter die Namenspatrone von Familienangehörigen und ihre Wappen. Von den ursprünglich 15 Rechteckscheiben mit Glasmalerei, die 1613 restauriert wurden, sind 13 erhalten geblieben. Im Scheitel des Ostfensters wurden sieben Scheiben angebracht, in den übrigen Fenstern je zwei in den untersten Zeilen. Die beiden Scheiben des Südfensters sind seit 1811 verschollen.
Im farbenfrohen Ostfenster des Chores, das dem Stifter und seinen Frauen gewidmet ist, sind unterhalb des heiligen Andreas links die heilige Veronika mit Schweißtuch, rechts Anna selbdritt dargestellt. Unter den Heiligen stehen die Wappen des Stifters Andreas Rieter (Mitte) und seiner beiden Ehefrauen, Veronika Rehm von Bocksberg und Anna von Freyberg. Über der Helmzier des Stifterwappens sind die Blüte des Ordens von der Schuppe, der Schild des St.-Georgsordens und das Emblem des Aragonischen Kannenordens zu sehen. Um das Wappen hängt die Kette des Antoniter-Ordens mit einem Antoniuskreuz mit herabhängendem Glöckchen, die von zwei Wilden Männern gehalten wird.
Die Chorflankenfenster, die vorwiegend in Grisaillemalerei ausgeführt sind, entstanden in einer anderen Werkstatt als das Ostfenster. Im Nordostfenster sind Bilder des Apostels Johannes und der heiligen Margareta als Namenspatrone von Hans Rieter (1420–1460), dem Bruder von Andreas und ersten Inhaber des Majorats Kalbensteinberg, und seiner Ehefrau Margarete Holzschuher eingefügt. Im Nordfenster erinnern die Heiligen Johannes und Klara wahrscheinlich an Hans Rieter († 1437), den Vater des Stifters, und seine Frau Klara Wernitzer. Das Südostfenster enthält Bilder der Heiligen Veronika und Andreas. Zwei Kinder des Stifters trugen diese Namen. Die verschollenen Scheiben des Südfensters stellten die heilige Katharina und vermutlich den Apostel Paulus dar, die Namenspatrone des Bauherrn Paulus Rieter (1430–1487) und seiner Frau Katharina Volckamer.
Ausbesserungsarbeiten an den Scheiben fanden in der Mitte des 19. Jahrhunderts statt, die letzte Restaurierung 1985 in der Werkstatt von Dr. Gottfried Frenzel in Nürnberg.

Glasmalerei an den Chorfenstern
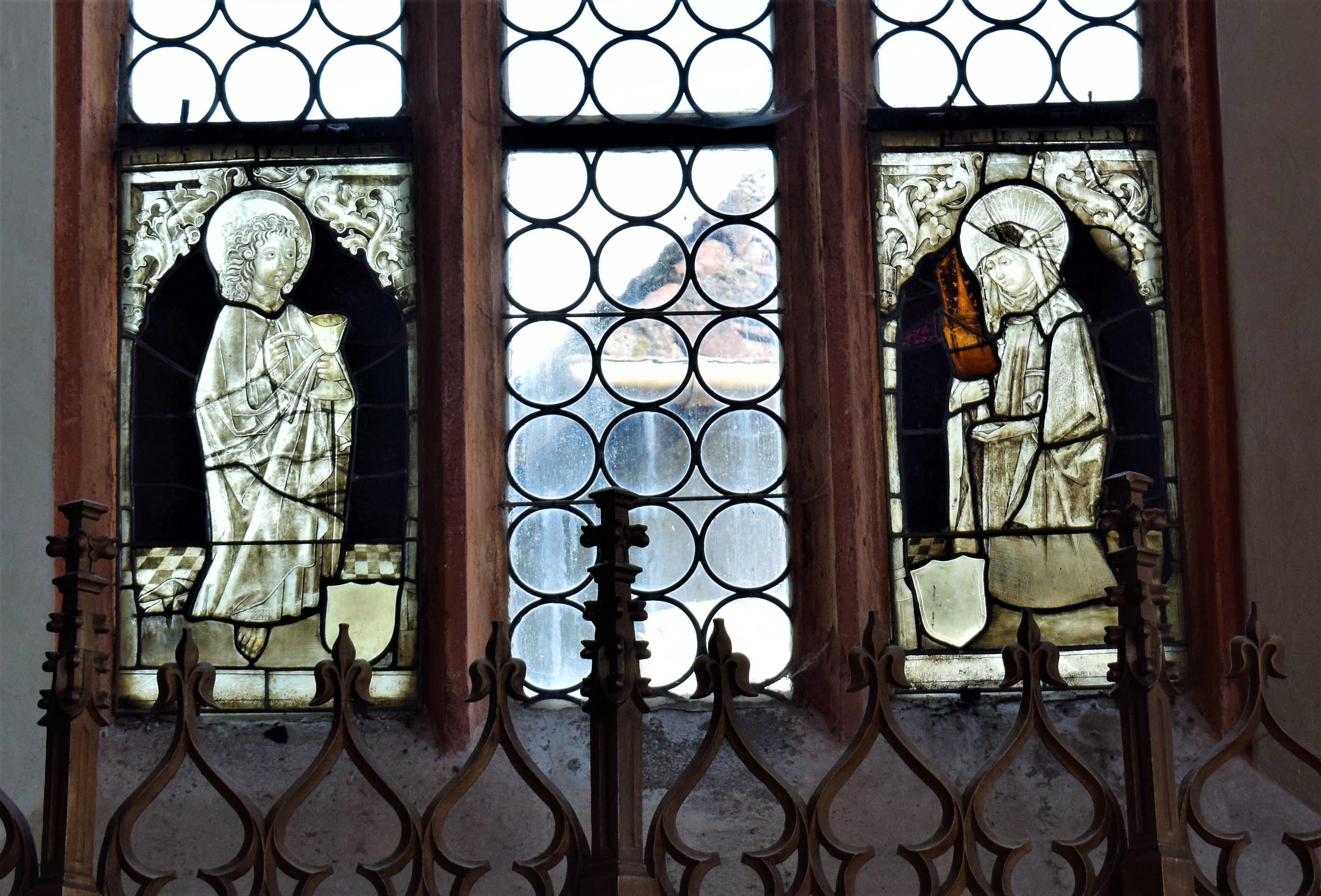
Apostel Johannes und heilige Klara
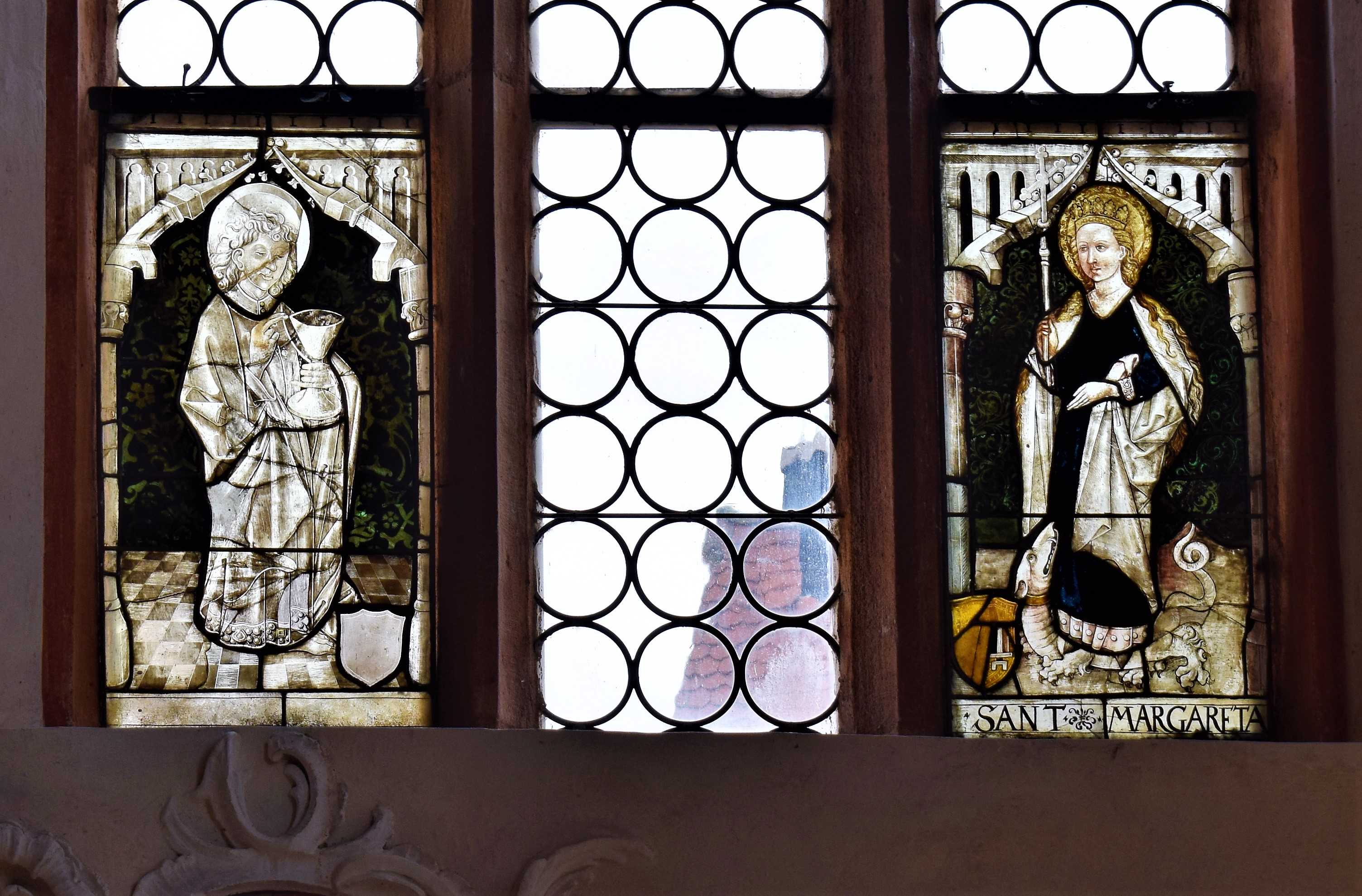
Apostel Johannes und heilige Margareta
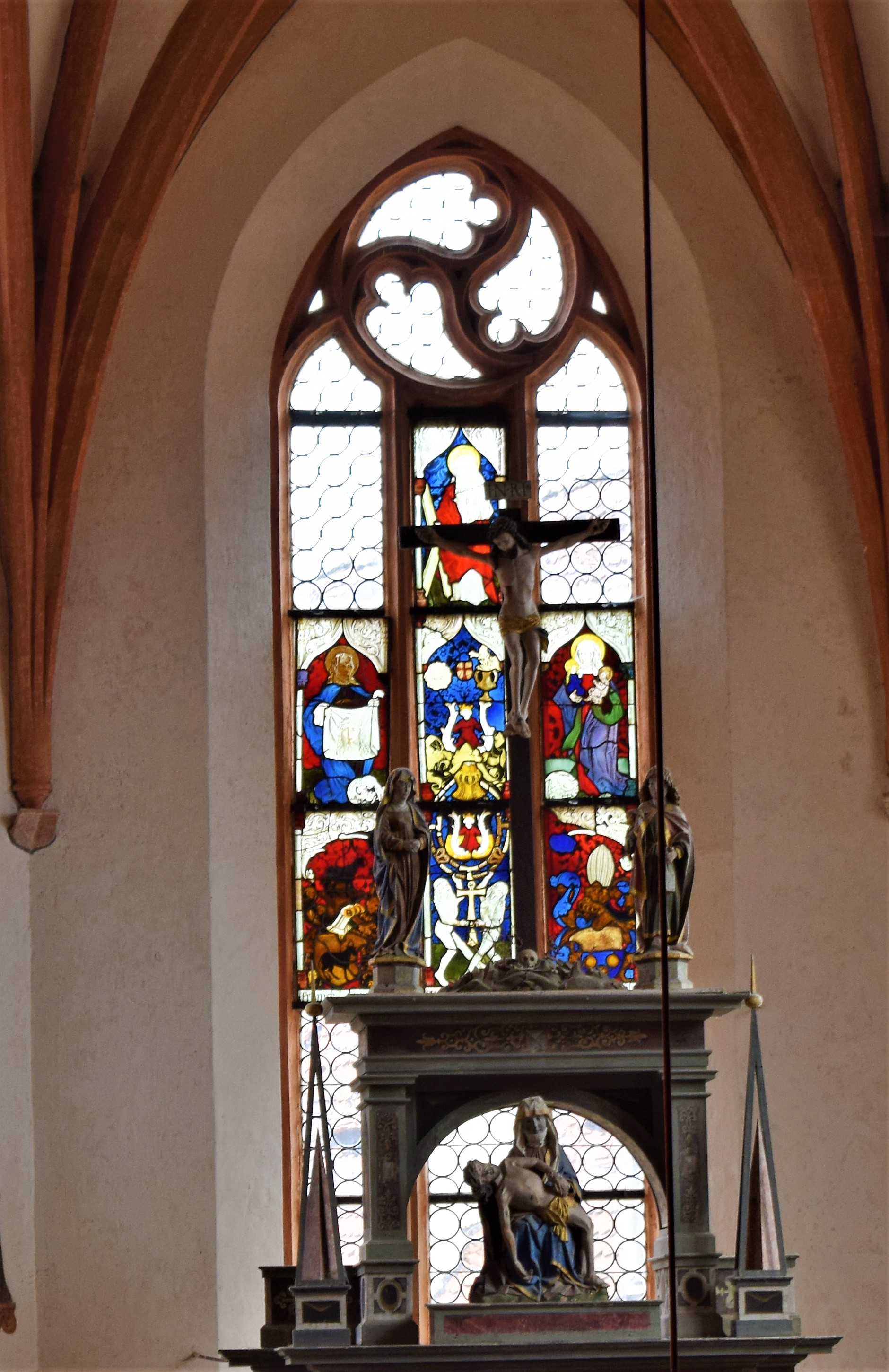
Ostfenster mit Apostel Andreas, der heiligen Veronika, Anna selbdritt, Emblemen und Wappen der Stifterfamilie
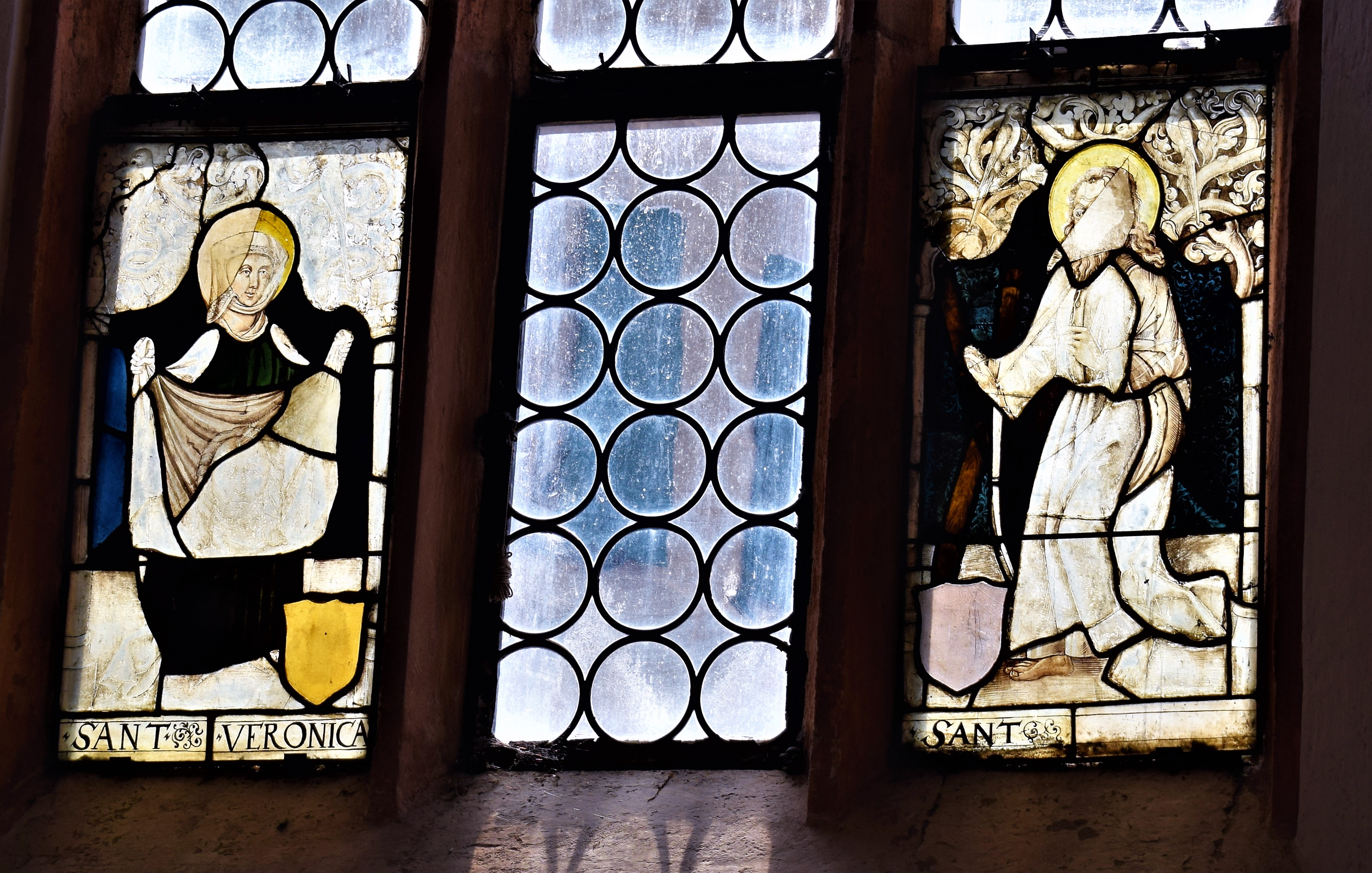
Heilige Veronika und Apostel Andreas

#### Chorwände

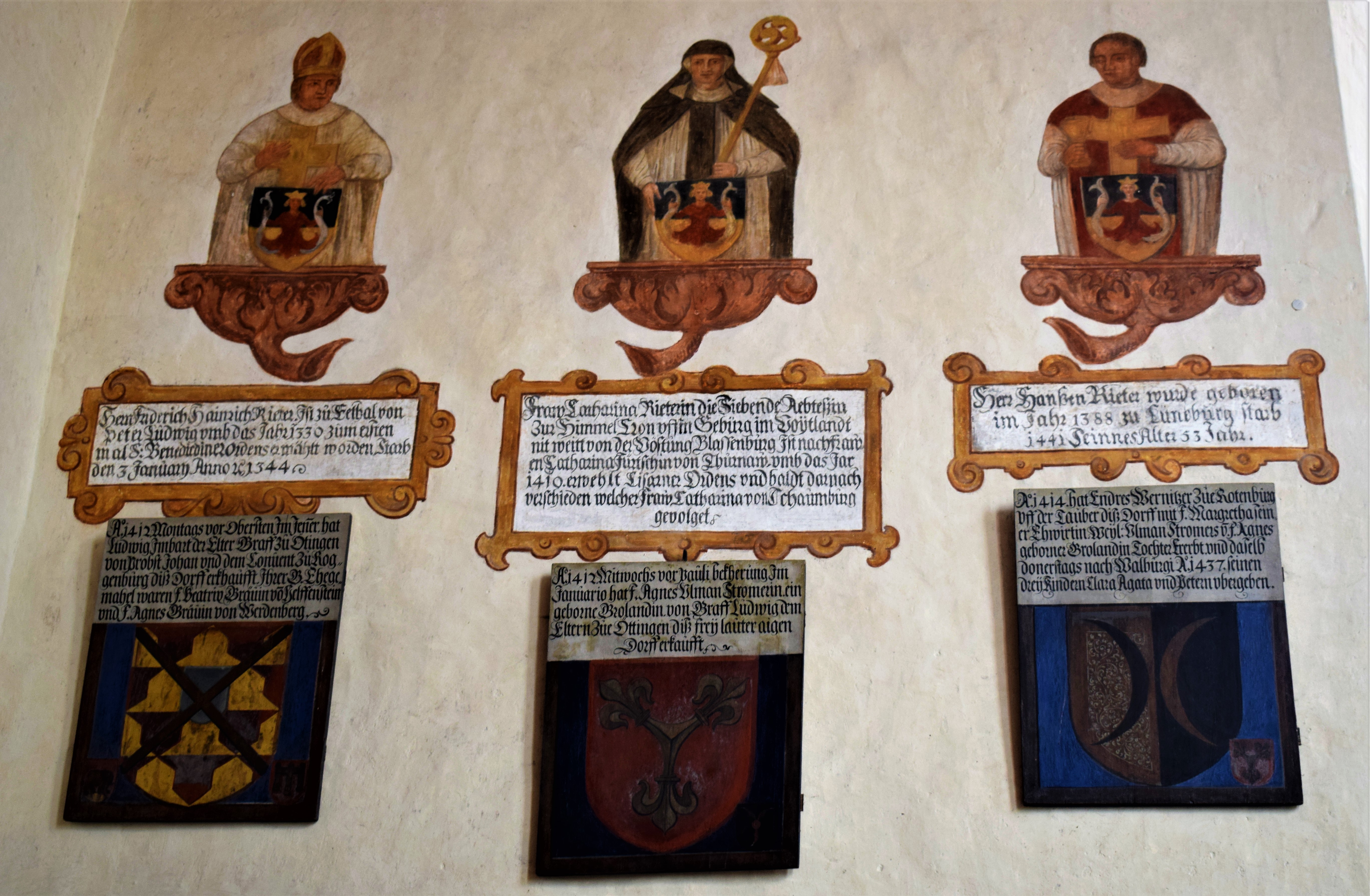
Verschiedene Fresken an der Chorwand

Die Chorwände zieren 13 Fresken von Nicolaus Oeller aus der Zeit von 1609/13, die Angehörige der Familie Rieter im Dienst der Kirche zeigen. Sie sind in ihren Ordensgewändern dargestellt und halten ihre Familienwappen in den Händen; unter ihnen sind Inschriften angebracht, in denen die Personen kurz vorgestellt werden. Unter den ersten drei Fresken links an der nördlichen Wand hängen drei Historienschilder, die im oberen Teil geschichtliche Daten über Kalbensteinberg aus der Zeit vor dem Bau der Kirche enthalten und im unteren die Wappen der Familien von Oettingen, Stromer und Wernitzer.
Auf der Nordseite des Chors befindet sich über den Fresken das Epitaph der Anna Catharina von Lindenfels, die im Alter von 18 Jahren verstorben ist. Es enthält mehrere Gedenksprüche und in der Mitte das Bild eines Mädchens auf Wolken über einem offenen Sarg. Den Aufsatz bilden drei Vollwappen, hinter denen ein Putto steht.
In die Nordostwand ist unterhalb des Chorfensters das Epitaph Johann Albrecht Andreas Adam Rieters, des letzten männlichen Familienmitglieds der Rieter, eingefügt. Es besteht aus Altdorfer Marmor mit Fossilieneinschlüssen, in den ein Text in lateinischer Sprache eingraviert ist. Darüber befindet sich das gestürzte Familienwappen.
An der südöstlichen Chorwand erinnert ein Gedenkstein an die Toten des Ersten Weltkriegs, deren Namen je einem Kriegsjahr zwischen 1914 und 1918 zugeordnet sind.
Über dem Eingang zur Sakristei hängt ein 1872 geschaffenes Christusbild, das der damalige Pfarrer anfertigen ließ, um mit diesem Gemälde die Mondsichelmadonna im Hauptaltar zu verdecken.

#### Südseite des Chorbogens

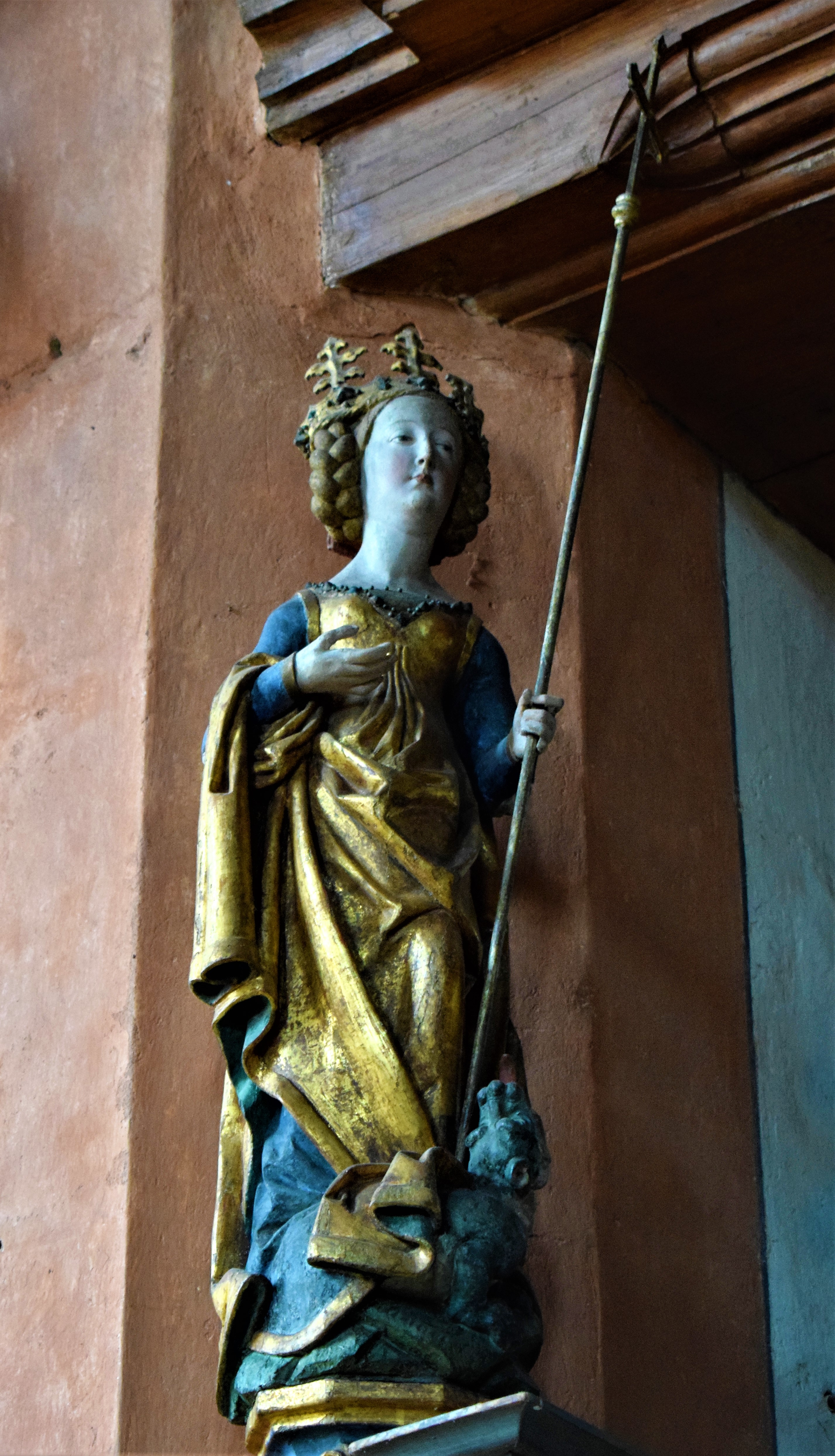
Heilige Margareta

An der Südseite des Chorbogens sind mehrere Kunstwerke angebracht. An der westlichen Bogenwand befindet sich unterhalb der Empore eine um 1460 geschaffene Terrakottafigur, die Maria mit dem Kind darstellt. Die Figur soll der Legende nach Blutstropfen geweint haben und war Anlass vieler Wallfahrten in vorreformatorischer Zeit. Vermutlich sickerte mit rötlichen Gesteinspartikeln durchsetztes Wasser aus der Krone Mariens, in die es eingefüllt werden konnte, in ihr Gesicht, wodurch sich das Wunder profan erklären ließe. Diese Madonna war vermutlich von 1609 bis in die Zeit vor dem Ersten Weltkrieg in der Gruft aufgestellt.
Am Fuß des Bogens steht ein aus der Erbauungszeit der Kirche stammender spätgotischer Opferstock mit gewundener Säule und einem verzierten, quaderförmigen Kopfstück. Über ihm hängt eine kleine Almosentafel, ein Ölgemälde auf Kupferblech aus der Zeit um 1600. Das Gemälde zeigt, wie ein reicher Mann, erkennbar an seinen kostbaren Gewändern, Almosen an Bedürftige verteilt. Direkt über der Tafel ist ein kleines Relief der heiligen Ottilia befestigt, links schräg oberhalb von beiden ein Relief des heiligen Jodokus. Die Figuren sind spätgotisch und stammen aus der Zeit um 1500. Neben Jodokus, auf das Langhaus ausgerichtet, steht auf einer Konsole eine Statue der heiligen Margareta, die von hoher Qualität ist und möglicherweise aus der Werkstatt von Veit Stoß stammt. In ihrer Linken hält sie einen Kreuzstab, zu ihren Füßen kauert ein Drache, der zu ihren Attributen zählt. Laut Dehio-Handbuch ist die Figur mutmaßlich schwäbisch und wurde um 1500 geschaffen.
Gegenüber, am nördlichen Chorbogenende, befindet sich die schlichte Kanzel, die, wie das Taufbecken mit Balusterfuß unterhalb der Chorbogenmitte, von 1609 stammt.

#### Chorgestühl und Sakramentshaus

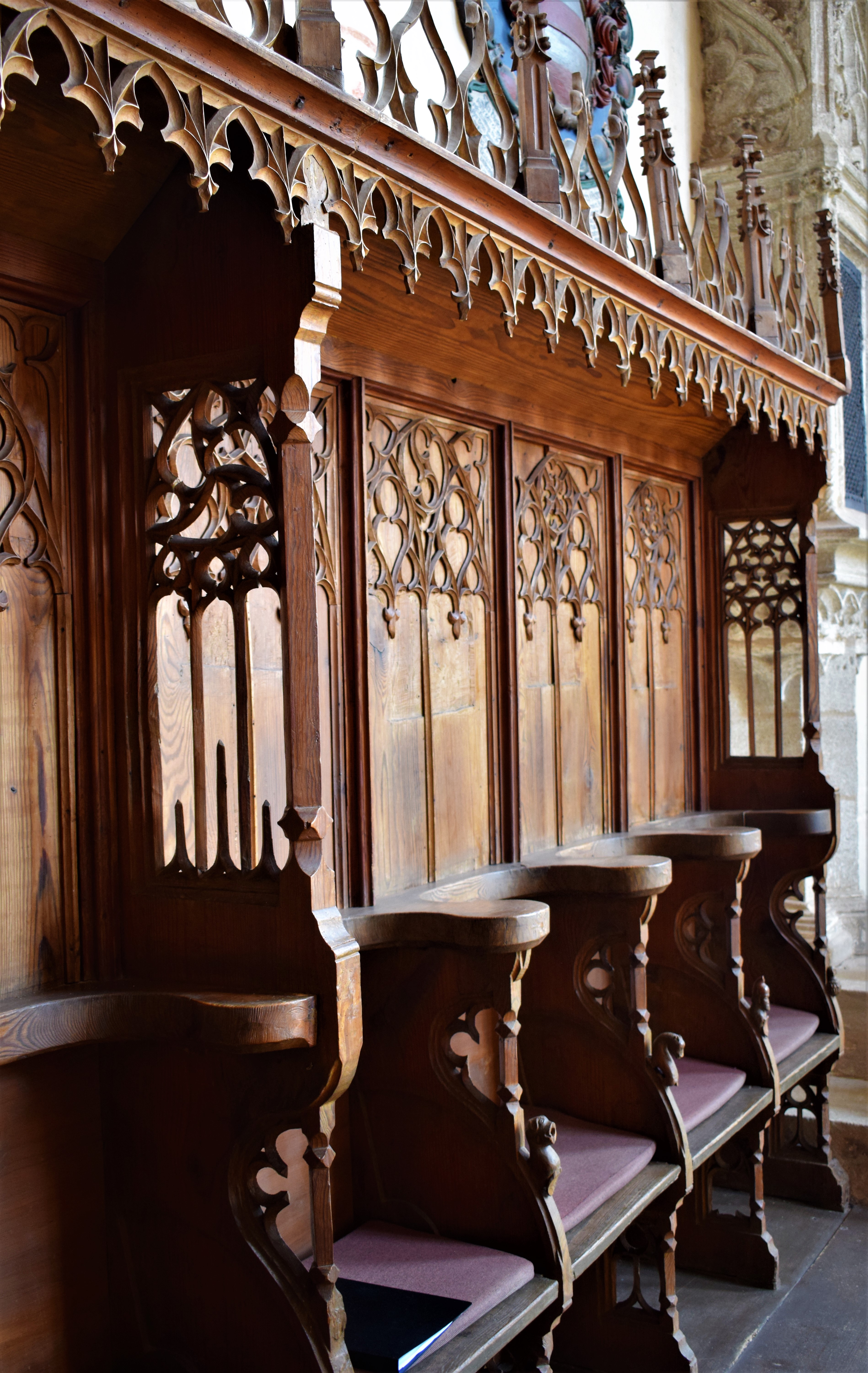
Chorgestühl

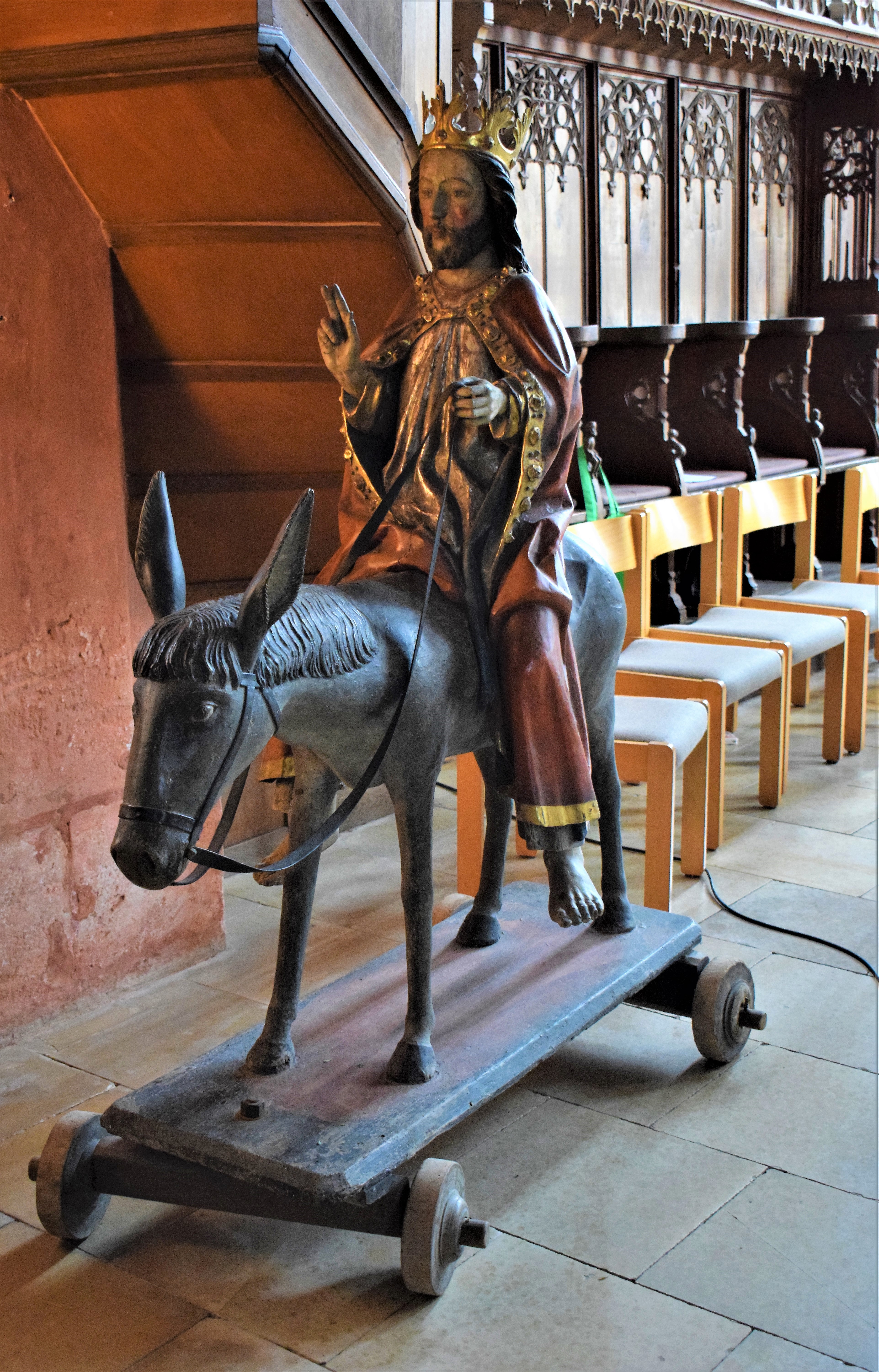
Palmesel

An der nördlichen und südlichen Chorwandseite befindet sich unterhalb der Fresken das Chorgestühl von 1490 mit geschnitzten kleinen Drolerien und Groteskfiguren an den Stuhllehnen. Es stammt vermutlich aus einem Nürnberger Kloster. Im Jahr 1848 wurden die Dorsale mit neogotischem Maßwerk verziert und am Gestühl ein Maßwerkaufsatz mit hängendem Fries angebracht.
An der Nordwand schließt sich an das Chorgestühl nach Osten hin das aus der Erbauungszeit des Chores stammende Sakramentshaus an. Das mit einem schmiedeeisernen Gitter verschlossene Gehäuse sitzt auf doppeltem Podest und Pfeilerfuß und ist von einem fialenförmigen Aufsatz mit Krabben und Maßwerkblenden im Eselsrücken bekrönt.

#### Palmesel
Unterhalb der Kanzel ist der Palmesel aufgestellt, eine fahrbare gotische, geschnitzte Palmsonntags-Prozessionsfigur. Sie wurde um 1470 in Nürnberg geschaffen und Hans Rieter (1564–1626) im frühen 17. Jahrhundert von seinem Bruder Joachim zum Geschenk gemacht. Sie stellt Jesus, die rechte Hand zum Segen erhoben, auf einem naturnahen Hausesel dar. In seiner Linken hält er die Zügel des Tieres. Die Figur steht auf einer einfachen Platte, die auf Holzräder montiert ist. Jesus Christus ist barfüßig, trägt eine weiße Tunika, ein blau gefüttertes purpurfarbiges Pluviale, das von einer goldenen und vermutlich mit Edelsteinen besetzten Borte eingefasst ist, sowie eine fünfzackige aus Blattornamenten geformte Krone auf dem Haupt.

### Langhaus
Die Nord- und die Südwand des Langhauses tragen auf Fensterhöhe je 10 Totenschilde von Mitgliedern der Familie Rieter mit Inschrifttafeln, davon 15 des Bildschnitzers Christoph Großdietz aus dem Anfang des 17. Jahrhunderts. Zehn Schilde von Großdietz hängen an der Südwand, die restlichen fünf in der östlichen Hälfte der Nordwand. In deren westlicher Hälfte befinden sich fünf später entstandene Schilde; der jüngste ist dem 1732 verstorbenen Johann Ludwig Rieter gewidmet. Sieben Inschriften ohne Totenschilde sind auf der Westwand neben der Orgel angebracht. Der Schild Cunrad Kalwenbergers aus dem legendären Ortsadel der Kalwenberger mit der Datierung auf 1340, der über der Eingangstür platziert ist, ist eine Fälschung von 1610. Der Helm, mit dem dieser Schild versehen ist, ist ein Spangenhelm aus dem 16. Jahrhundert.

#### Seitenaltäre

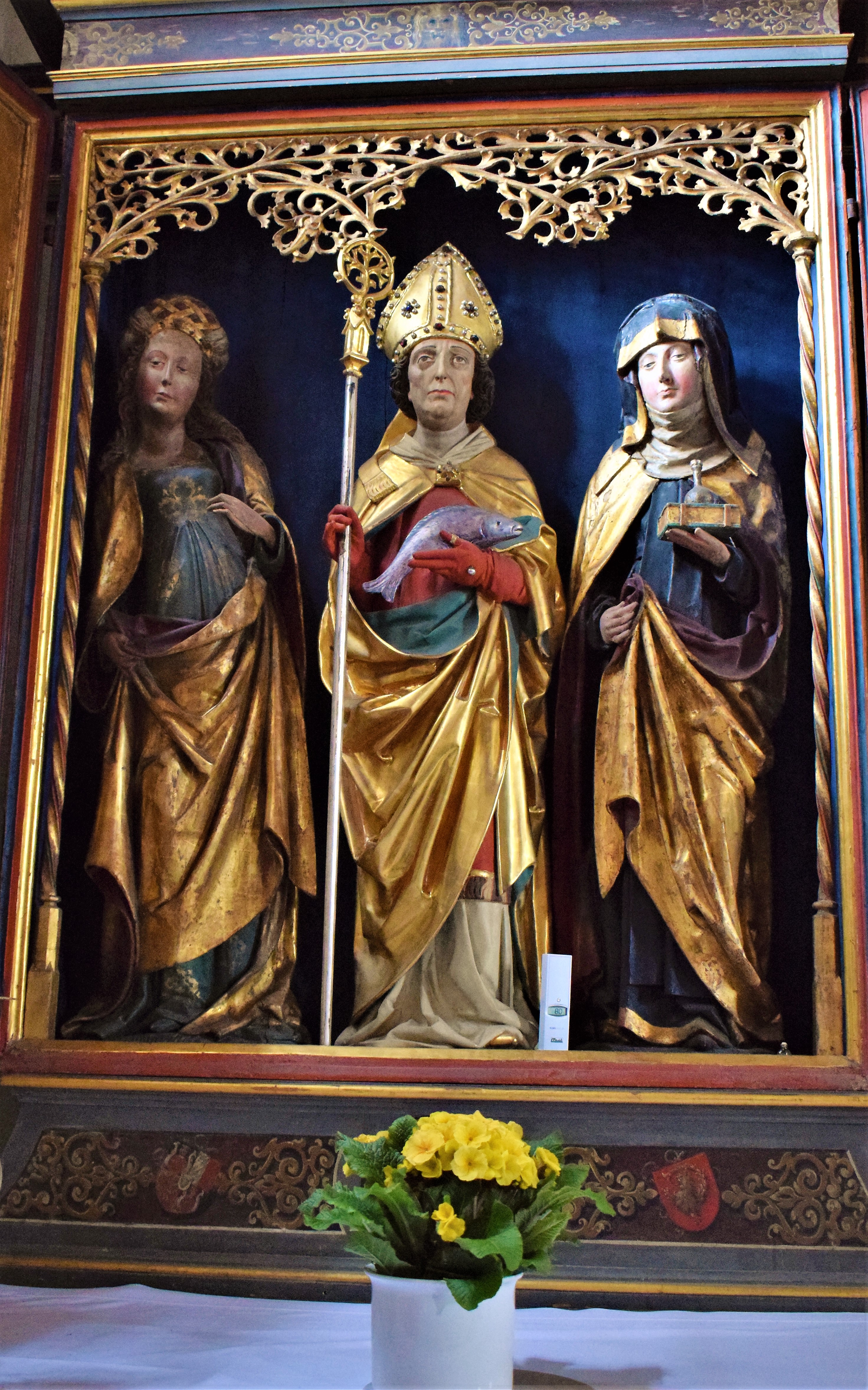
Mittelschrein des nördlichen Seitenaltars

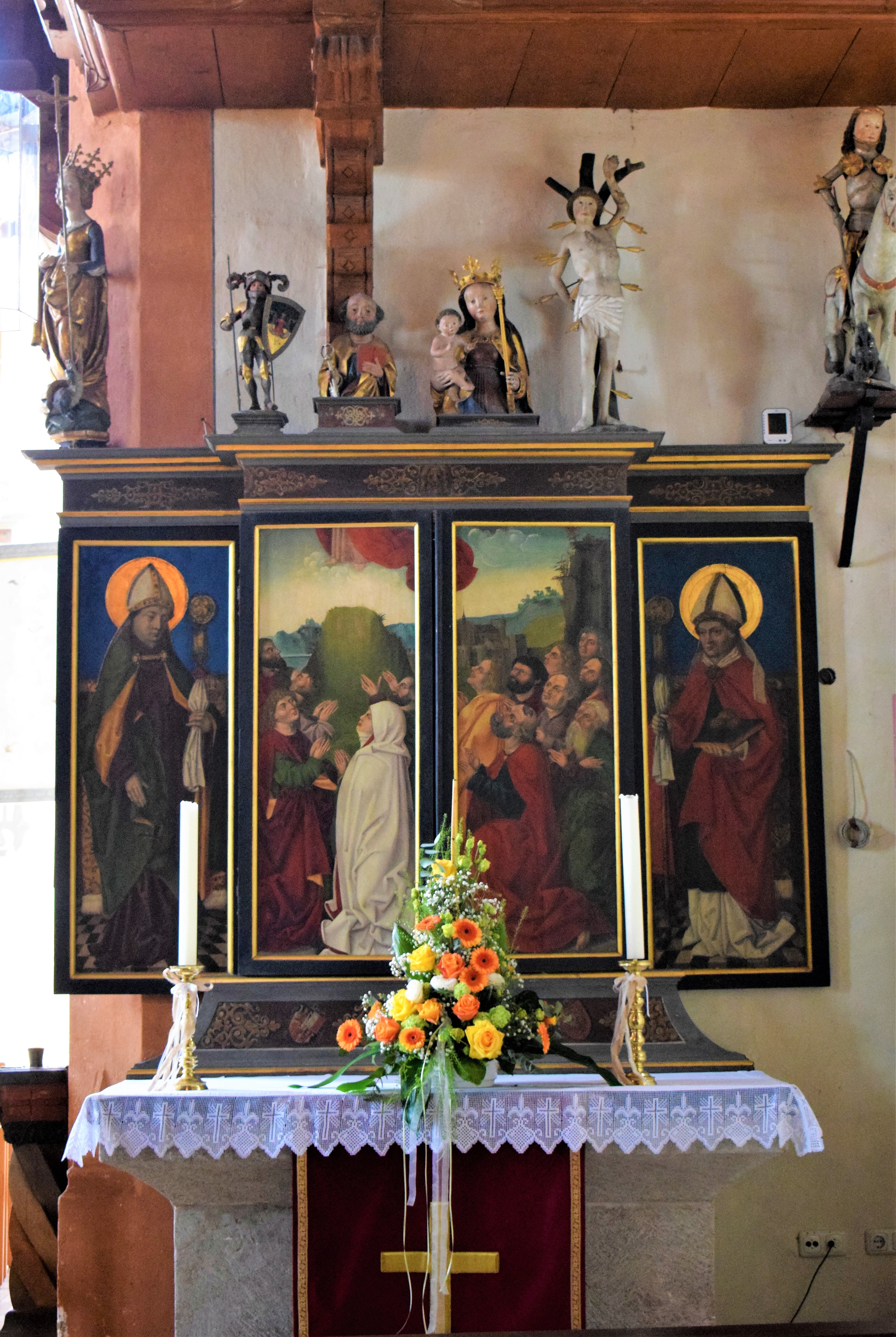
Geschlossene Schauseite des südlichen Seitenaltars

Die beiden Flügelaltäre links und rechts des Chorbogens wurden Anfang des 17. Jahrhunderts gefertigt und mit Schnitzwerken und Bildern des späten 15. Jahrhunderts ausgestattet. Bei beiden Retabeln sind an einem Mittelschrein zwei Flügelpaare befestigt. Die Bildwerke werden der Werkstatt Michael Wolgemuts zugeschrieben. Der predellenartige Unterbau zeigt jeweils in der Mitte ein Brustbild Christi (linker Altar) beziehungsweise Mariens (rechter Altar) von 1609, flankiert von den Wappen des Hans Rieter und seiner ersten Ehefrau, Maria von Imhoff.
Der nördliche Altar ist der wertvollere der beiden. Er besteht aus einem Mittelschrein mit Skulpturen, einem voll beweglichen Innenflügelpaar und zwei beweglichen Außenflügeln, die allerdings nur um weniger als 90 Grad drehbar sind, und daher den Altar nicht verschließen können. Die Flügel sind beidseitig bemalt. In geöffnetem Zustand sind im Mittelschrein von links nach rechts die Statuen von Ursula von Köln, Ulrich von Augsburg und Walburga aus der Zeit um 1490/1500 zu sehen. Der linke Flügel hat als Motiv den Kindermord in Betlehem, der rechte die Kreuzauffindung durch Kaiserin Helena. Ist der Altar geschlossen, zeigen die umgeklappten Innenflügel Bilder von Andreas und Johannes dem Täufer. Die dann sichtbare Innenseite des rechten Außenflügels stellt den heiligen Petrus dar, seine unsichtbare Rückseite den Evangelisten Markus. Da der Altar in seiner vollen Breite nicht zwischen Kanzel und Nordwand passt, wurde der linke Außenflügel mit dem Gemälde des heiligen Paulus im Chorraum an der Nordwand zwischen Kanzel und Chorgestühl aufgehängt. Das Gemälde auf der Rückseite dieses Flügels ist bis zur Unkenntlichkeit zerstört, möglicherweise stellte es den Evangelisten Johannes dar. Auf dem Gesims des Schreins stehen von links nach rechts die Statuen von Oswald, Walburga und Otmar von St. Gallen, die Hans Rieter von seinem Freund, dem Nürnberger Ratsbaumeister Wolf Jacob Stromer, erhalten hatte.
In seiner ursprünglichen spätgotischen Fassung war auch das äußere Flügelpaar schließbar, sodass es drei Schauseiten gab: War der Altar geschlossen, zeigte der linke Flügel den Apostel Paulus, der rechte Simon Petrus. Nach Öffnung der Außenflügel sah man, von links nach rechts, den Evangelisten Johannes (?), den Apostel Andreas, Johannes den Täufer und den Evangelisten Markus. Nach Öffnung der Innenflügel präsentierte sich das Retabel so, wie es gegenwärtig der Fall ist.
Der südliche Seitenaltar ist aus einem Mittelschrein, einem beweglichen Flügelpaar und einem Paar Standflügel zusammengesetzt. Die geöffnete Schauseite enthält drei Gemälde: im Mittelschrein die Ausgießung des Heiligen Geistes, im linken Flügel Wolfgang von Regensburg mit Bischofsstab und einem Kirchenmodell, im rechten Barbara von Nikomedien mit Kelch und Hostie. In geschlossenem Zustand ist auf den Außenseiten der beweglichen Flügel die Himmelfahrt Christi, im linken Standflügel der heilige Ägidius mit einer von einem Pfeil getroffenen Hirschkuh und im rechten Nikolaus von Myra mit drei Broten auf einem Buch zu sehen. Auf dem Gesims dieses Altars stehen von links nach rechts die Statue eines geharnischten Ritters mit einem Schild, der mit dem Rieterwappen bemalt ist, die Halbfiguren von Petrus und Maria mit Kind und eine Statue des heiligen Sebastian an einem Baumstamm, alle aus der Zeit um 1480.
Rechts neben dieser Gruppe ist auf einer Konsole, die an der Ostwand des Langhauses befestigt ist, die Statue des heiligen Georg aufgestellt. Zu Pferd und in Ritterrüstung sticht er mit einer Lanze auf den am Boden liegenden Drachen ein. Das Kunstwerk wird auf die Zeit um 1470 datiert.

#### Kunstwerke an der Nordwand
Unterhalb der Orgelempore ist ein Bild aus dem 19. Jahrhundert zu sehen, das die Vermählung von Maria mit Josef zum Thema hat. Unter dem mittleren Fenster hängt das Bild eines großen fliegenden Engels über einer Landschaft, mit einer Lilie in der rechten und einem Kranz in der linken Hand, das 1609 wahrscheinlich von Nicolaus Oeller gemalt wurde.

##### Bilderbibel

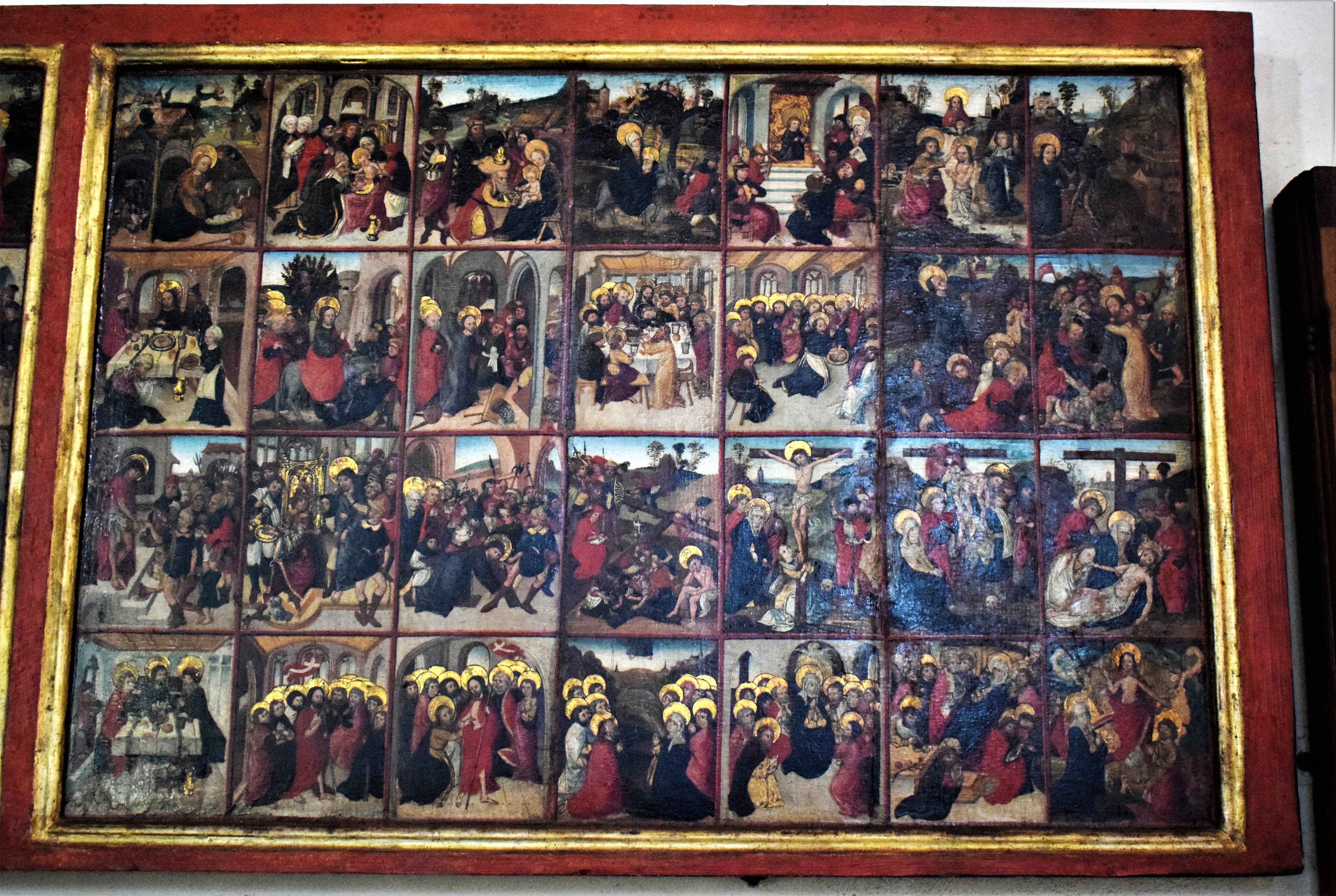
Rechte Hälfte der Bilderbibel

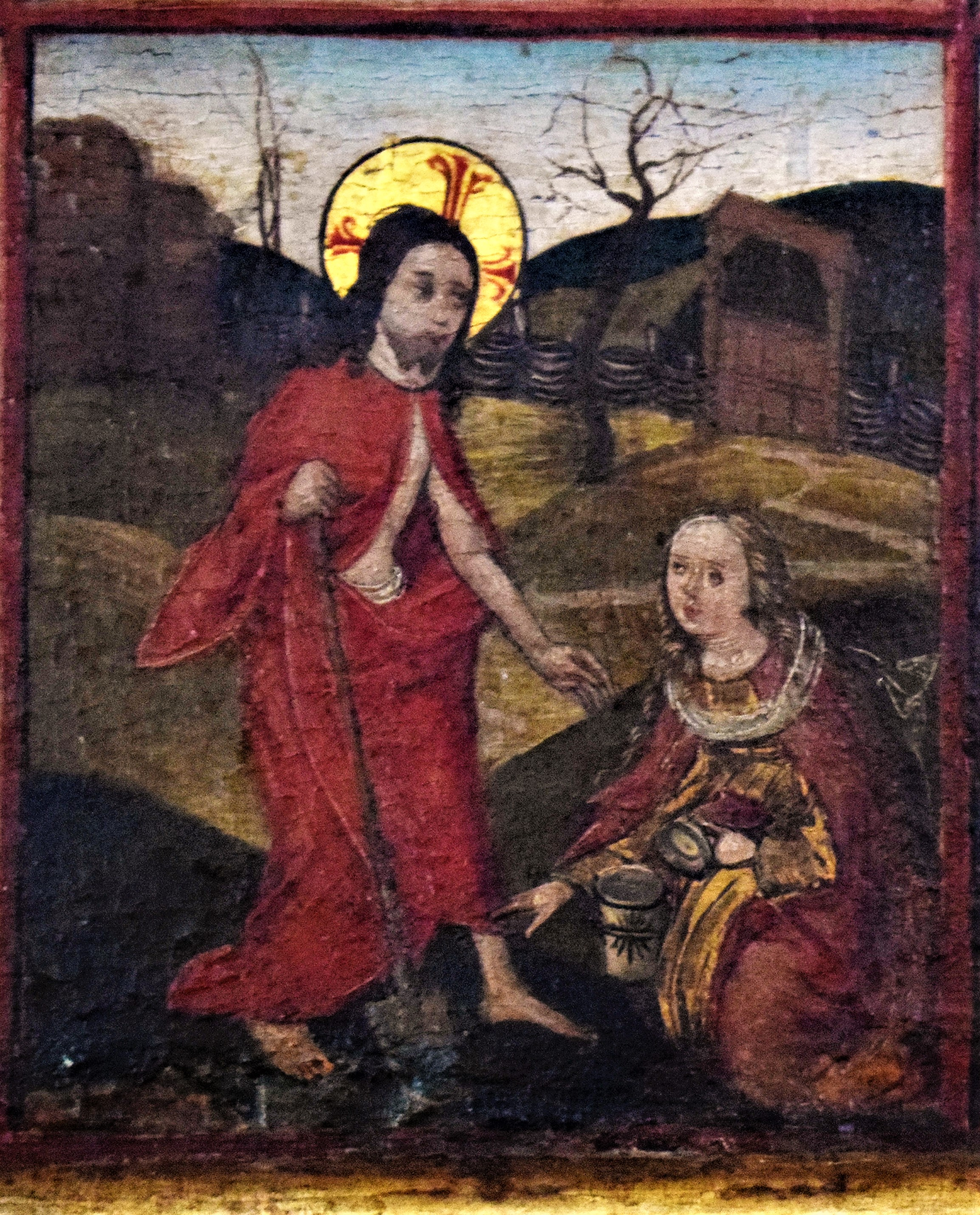
Bilderbibel: Christus erscheint Maria Magdalena als Gärtner

Rechts neben dem Engelbild ist das Tafelbild Vita Mariae et Christi angebracht, das unter diesem Namen erstmals im Rechnungsbuch des Hans Rieter (1564–1626) von 1613 auftaucht und eine Art „Bilderbibel“ darstellt: Auf zwei gotischen Bildtafeln im gemeinsamen Rahmen wird in 56 Szenen das Leben von Jesus und Maria gezeigt. Inwieweit Werke von Hans Memling, Michael Wolgemut, Ludwig oder Martin Schongauer die Darstellungen beeinflusst haben, ist unklar. Das Bildwerk gelangte im März 1609 durch die Schenkung der Anna Regina Rieter, der Schwester von Hans Rieter, in die Kirche. Maler und genauer Herkunftsort sind unbekannt, die Bilderbibel stammt vermutlich von einem Nürnberger Meister und wurde in der Zeit um 1480/90 geschaffen. Auch die ursprüngliche Funktion des Bildes liegt im Dunkeln.
Die Bilderbibel misst 0,97 × 2,75 Meter. Jede der 56 Szenen besteht aus einem rechteckigen, etwa 20 Zentimeter hohen und 17 Zentimeter breiten Gemälde, ist also mit der Größe einer Miniatur in der Buchmalerei vergleichbar. Die vier Register der beiden Tafeln bestehen aus je sieben Bildern. Die ersten fünf Gemälde auf der linken Tafel zeigen Begebenheiten aus dem Leben Marias und ihrer nur in den Apokryphen erwähnten Eltern Joachim und Anna. Erst ab dem sechsten Bild beginnt der Inhalt der Evangelien mit der Ankündigung von Jesu Geburt. Nach Marias Besuch bei Elisabeth geht es in der ersten Reihe der rechten Tafel mit der Geburt Christi weiter, gefolgt von Motiven aus seiner Kindheit. Nach Jesu Taufe und der Versuchung durch den Teufel werden Krankenheilungen und seine Begegnungen mit der Samariterin am Jakobsbrunnen, der Ehebrecherin und Maria und Martha geschildert. Ab dem 23. Bild beschäftigt sich die Bilderbibel mit der Passion Christi, den Geschehnissen zwischen dem Einzug Jesu in Jerusalem und seiner Auferstehung, die im 45. Bild gezeigt wird. Es folgen sieben Bilder mit Erscheinungen des auferstandenen Christus vor seiner Mutter, Maria Magdalena und seinen Jüngern, mit dem Gang nach Emmaus, dem Auffinden des leeren Grabes und der Überzeugung des zweifelnden Thomas. Der Zyklus schließt mit Christi Himmelfahrt, dem Pfingstwunder, Mariä Tod und dem Jüngsten Gericht.

##### Ikone des Theodor Stratelates

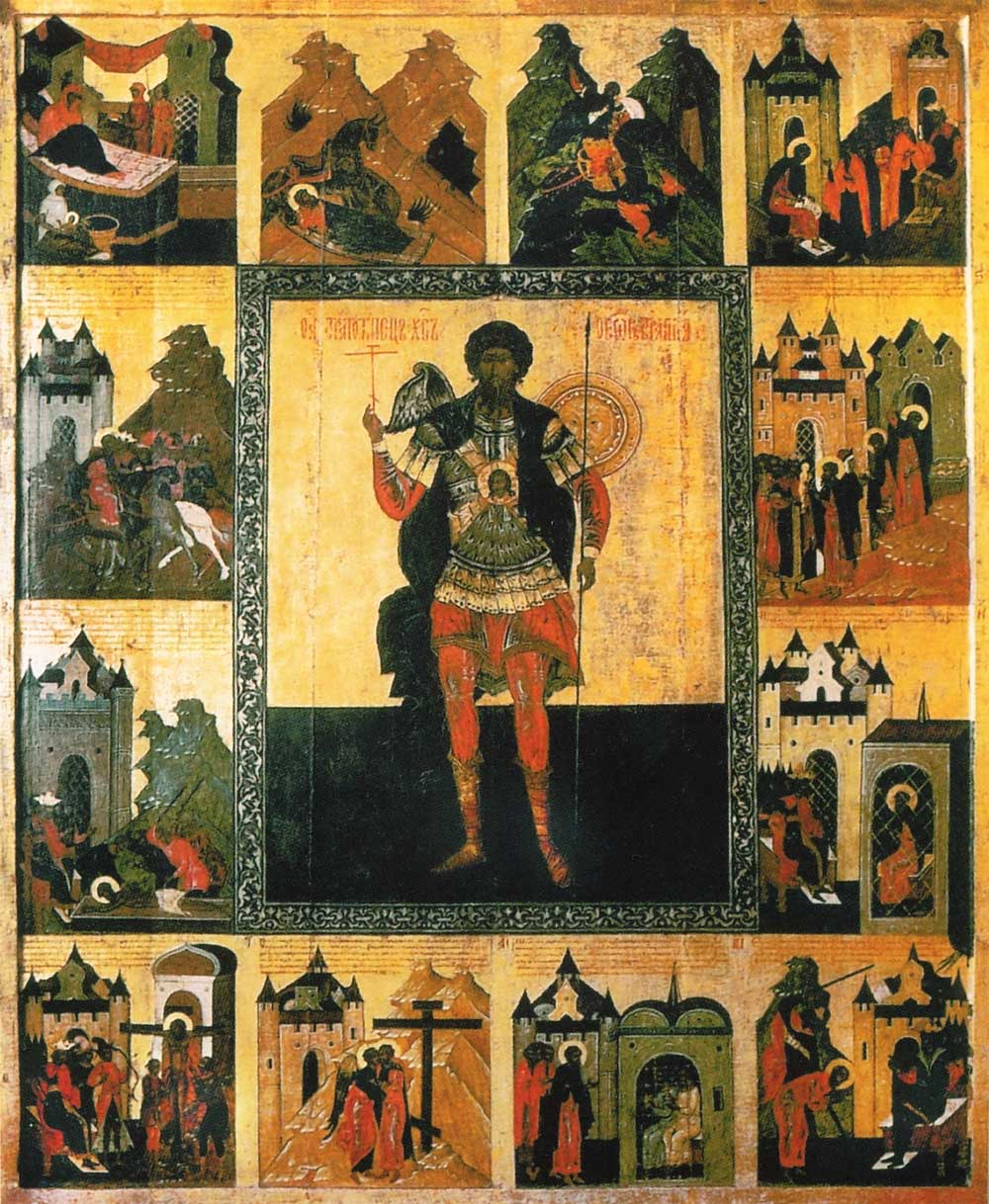
Ikone des Theodor Stratelates

Unter dem östlichen Fenster hängt die Ikone des heiligen Theodor Stratelates. Sie befindet sich zum Schutz vor Licht und anderen Umwelteinflüssen in einem verschließbaren Holzschrein an der Wand, der nur bei Führungen oder zu besonderen Anlässen geöffnet wird.

###### Herkunft und Bedeutung
Die Ikone stammt wahrscheinlich von einem Pskower Ikonenmaler und wurde wohl in der Zeit um 1573 geschaffen. Auf welchem Weg sie in die Rieterkirche gelangte, ist unbekannt. Vielleicht wurde sie von Philipp Rieter (1566–1635) von einer Reise oder einer Kriegsfahrt nach Russland oder Polen mitgebracht. Sie kann erst nach 1613 in die Kirche gekommen sein, da sie im Rechnungsbuch des Hans Rieter noch nicht erwähnt wird. Im Jahr 1929 wurde sie vollständig renoviert.
Die wissenschaftliche Abhandlung, die Johann Alexander Döderlein im Jahr 1724 über diese Ikone veröffentlichte, ist vermutlich die erste deutsche Monographie über ein Kunstwerk. Der in ihr enthaltene Kupferstich ist wahrscheinlich die früheste gedruckte bildliche Darstellung einer Ikone. Die Abhandlung markiert den Anfang in der russischen Ikonenforschung.

###### Beschreibung
Die Ikone hat eine Größe von 1,37 × 1,07 Meter und enthält ein Hauptbild, das von zwölf kleineren Bildern umrahmt wird. Sie gehört damit zu den sogenannten Viten-Ikonen, in deren Zentrum der Heilige steht, während in den Randbildern wichtige Ereignisse aus seinem Leben veranschaulicht werden.
Im oberen Teil eines jeden Bildes wird in roter Schrift auf goldenem Grund der jeweils entsprechende Teil der Geschichte des Heiligen in Russisch-Kirchenslawisch erzählt, wobei stellenweise auch der erhöhte Rand der Ikone beschrieben wird. Die Reihenfolge der 12 Randbilder beginnt links oben und verläuft in jeder Zeile von links nach rechts.
Im Mittelfeld ist der Soldatenheilige Theodor Stratilates in voller Größe dargestellt, bekleidet mit Brustharnisch und Kettenhemd. Mit der linken Hand hält er einen Speer, in der rechten ein rotes siebenendiges Kreuz. Auf seiner Brust prangt ein Medaillon mit dem Abgar-Bild. Etwas verdeckt von seinen Schultern sind Helm und Schild zu sehen. Das Hauptbild ist von einem zwei Zentimeter breiten Streifen umgeben, der auf goldenem Grund mit grünen Blattranken bemalt ist. Die Randbilder zeigen folgende Szenen:

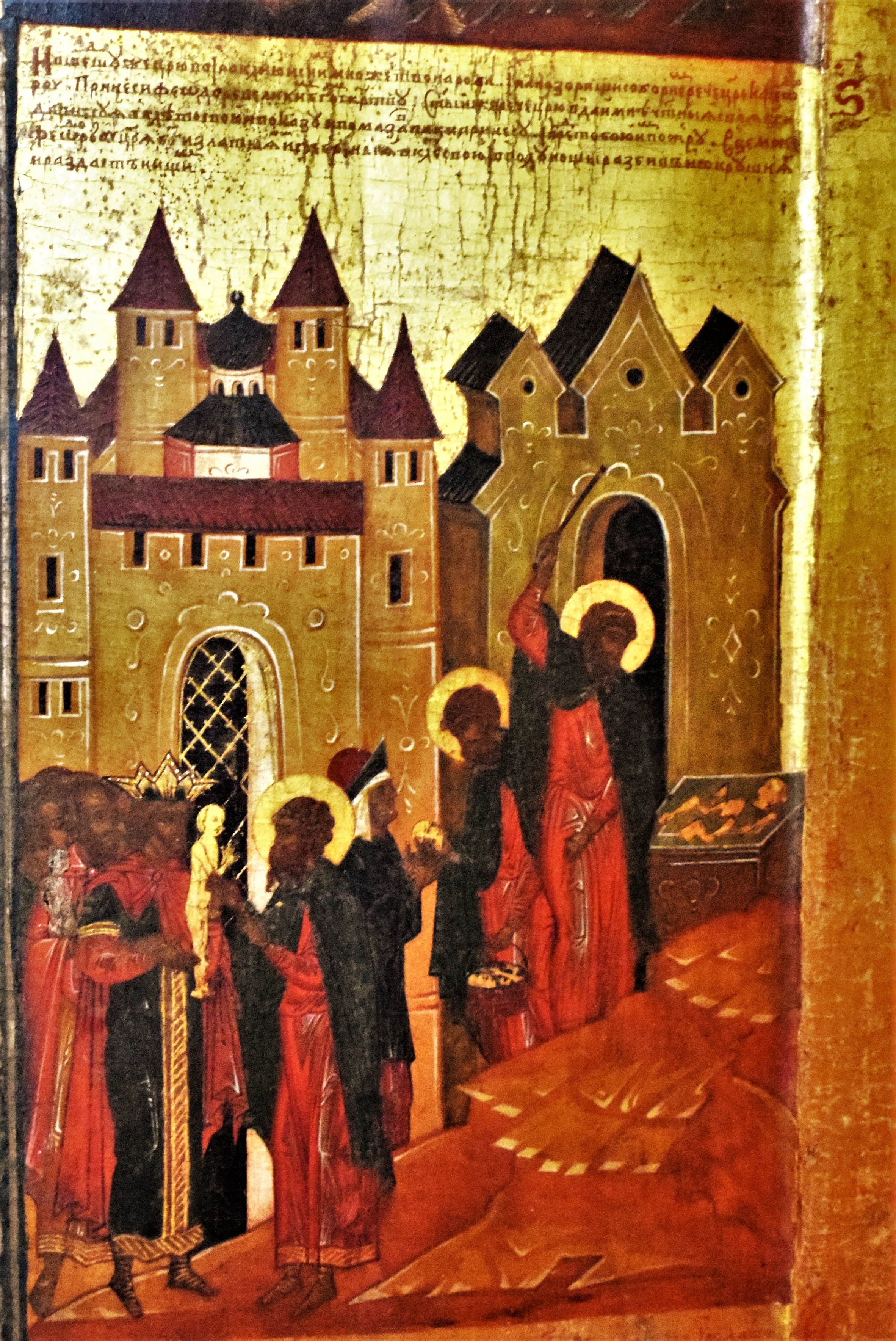
Bild 6: Zerschlagung der heidnischen Götterstatuen

1. Der heilige Theodor Stratelates wird in Euchaita geboren.
2. Der Heilige macht sich auf den Weg einen Drachen zu töten, schläft in der Wildnis ein und wird von der frommen Eusebia geweckt, die ihn darüber informiert, dass der Drache in der Nähe sei.
3. Stratelates kämpft mit dem Drachen und tötet ihn.
4. Kaiser Licinius hört von Theodor und schickt Soldaten, die ihn zu ihm nach Nikomedien bringen sollen. Theodor weigert sich mitzugehen und schreibt eine Antwort an den Kaiser, der stattdessen zu ihm nach Herakleia kommen soll.
5. Der Kaiser folgt der Einladung, nimmt seine goldenen Götterstatuen mit, die Theodor verehren soll, und wird von ihm herzlich begrüßt.
6. Unter dem Vorwand sie salben zu wollen lässt sich Theodor die Statuen geben, aber nachts zerschlägt er sie und gibt das Edelmetall den Armen.
7. Kaiser Licinius ist wegen der Zerstörung der Götterstatuen erzürnt und lässt den entkleidet am Boden liegenden Theodor auspeitschen.
8. Er lässt Theodor für 5 Tage ohne Nahrung ins Gefängnis stecken.
9. Der Kaiser lässt Theodor kreuzigen. Am Kreuz hängend wird er zusätzlich gefoltert.
10. In der folgenden Nacht nimmt ein Engel ihn vom Kreuz ab und heilt alle seine Wunden.
11. Theodor befreit Gefangene aus ihren Kerkern, viele bekehren sich zum christlichen Glauben.
12. Licinius ist erneut erzürnt und lässt Theodor enthaupten.

Ab der 4. Szene sind die Türme von Herakleia fester Bestandteil eines jeden Bildes. Auffällig am sechsten Bilde ist, dass drei aufeinander folgende Szenen nebeneinander auf einem Bild gezeigt werden, der heilige Theodor dort dreifach zu sehen ist. Um die beiden Hauptpersonen leicht erkennen zu können, ist Theodor stets mit einem goldenen Nimbus und Licinius durch eine goldene Krone hervorgehoben.

#### Kunstwerke an der Südwand

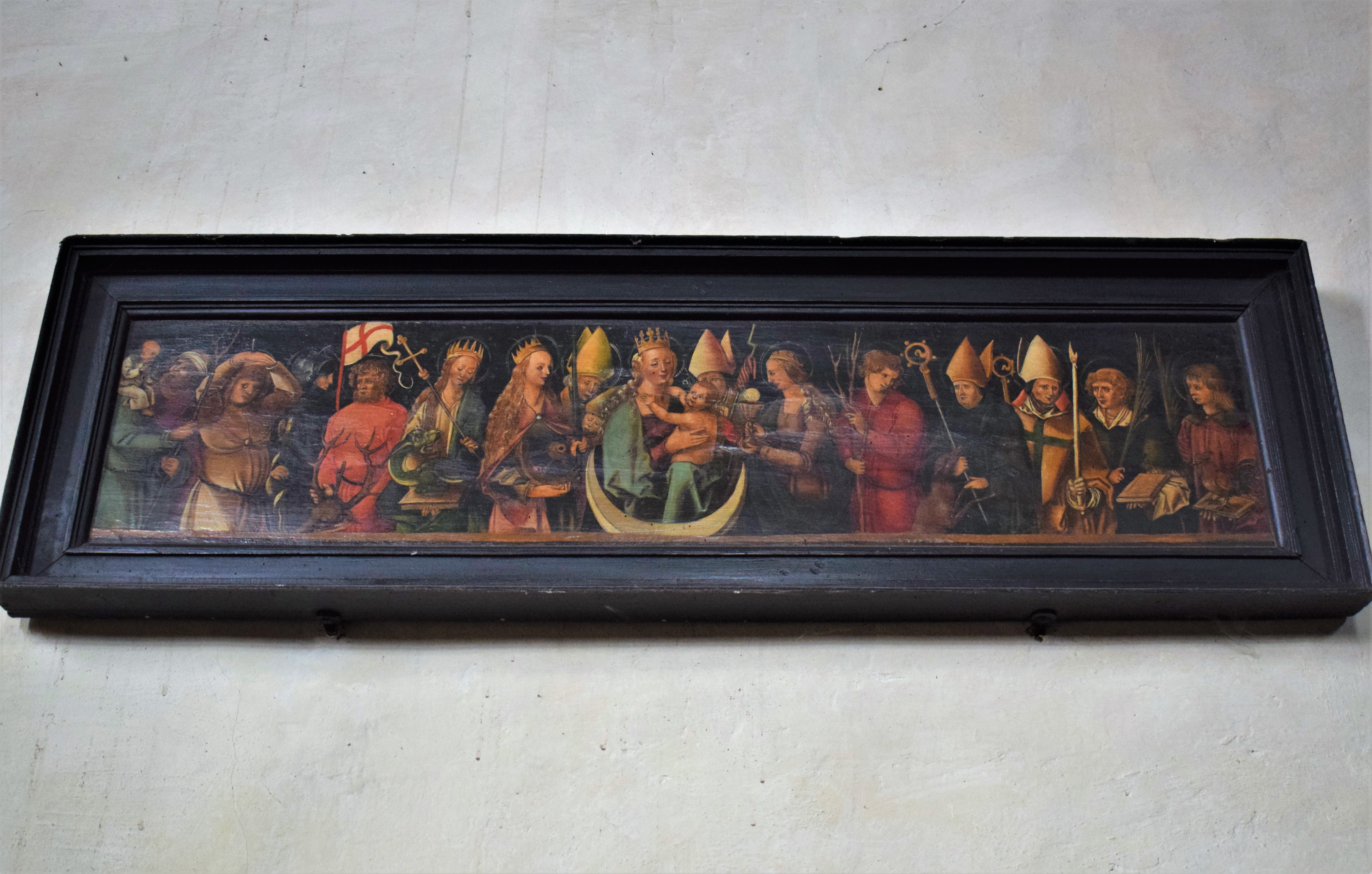
Die 14 Nothelfer

An der Südwand des Langhauses befindet sich in der Nähe des Seitenaltars ein Bild der zwölf Apostel mit Matthias statt Judas und Paulus von Tarsus statt Thaddäus. Sie stehen in einer Reihe nebeneinander mit Christus als Salvator mundi in ihrer Mitte und sind in ihren goldenen Nimbussen namentlich genannt. Das Bild aus der Zeit um 1500, das vor der Reformation als Predella des Hochaltars diente, wurde Anfang des 17. Jahrhunderts stark übermalt: Die Weltkugel, die Christus in der linken Hand hält, wurde mit der Jahreszahl 1612 versehen und links außen das Wappen von Hans Rieter eingefügt; auf der gegenüberliegenden Seite wurden in einem quadrierten Schild die kombinierten Wappen seiner beiden ersten Frauen aufgemalt, von Maria Imhoff und Blandina von Eyb.
Rechts neben dem Apostelbild hängt ein Gemälde der Vierzehn Nothelfer. Es wurde zu Beginn des 16. Jahrhunderts vermutlich von Hans Leonhard Schäufelin aus Nördlingen geschaffen und diente vor der Reformation wohl als Predella eines Altares. Das Bild zeigt die Nothelfer nebeneinander mit ihren Attributen. Das Zentrum bildet Maria mit ihrem Kind auf einer nach oben zeigenden Mondsichel. Die Darstellung des mitabgebildeten Nothelfers Christophorus links außen ist seine einzige in der Kirche, obwohl auf ihn das Kirchenpatrozinium lautet.

## Orgel

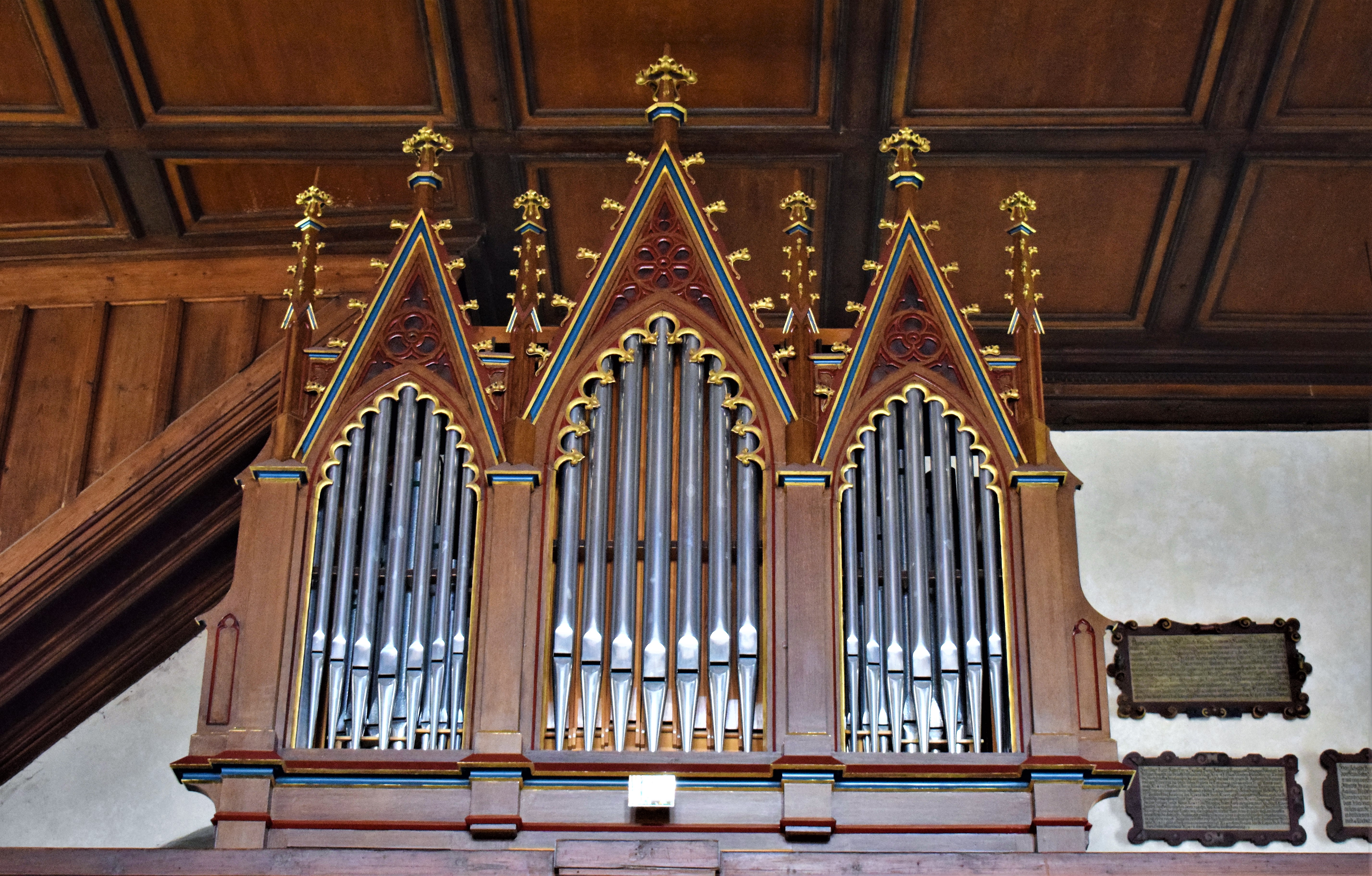
Orgelprospekt

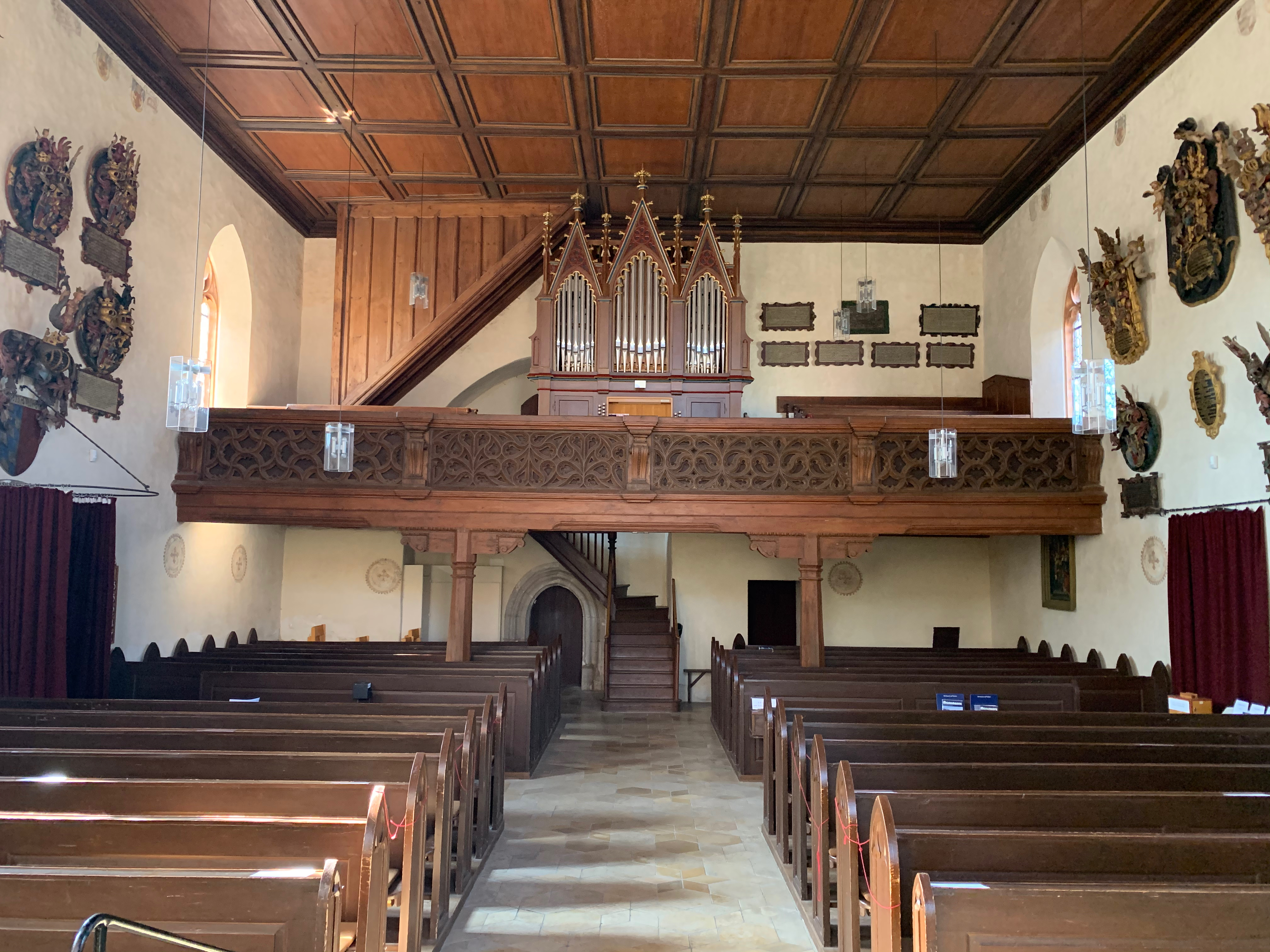
Blick ins Langhaus

Bei ihrer Umgestaltung 1609/13 erhielt die Kirche erstmals ein Positiv als Kirchenorgel. Nachdem es unspielbar geworden war, stiftete Johann Andreas Rieter (1593–1676) ein neues Positiv. Die nächste Anschaffung einer Orgel ist für 1790 belegt. Aus dem Jahr 1899 ist der Kauf einer Orgel von der Firma G. F. Steinmeyer & Co. bekannt. Die gegenwärtige Orgel wurde 1994 von der Firma Deininger & Renner aus Oettingen in Bayern in das neugotische Gehäuse von 1899 eingebaut. Sie steht auf der im Renaissance-Stil errichteten und mit nachgotischer Maßwerkbrüstung verzierten Empore an der Westseite des Langhauses. In einer mehrteiligen Überholung wird die Orgel ab 2022 gereinigt, die Verbindungen von den Tasten zu den Pfeifen werden nachjustiert und einige Register erneuert oder klanglich verbessert.
Die Disposition der Orgel bis 2022 lautete:
| I Hauptwerk                  |       |
| Quintade                     | 16′   |
| Prinzipal                    | 8′    |
| Rohrflöte                    | 8′    |
| Oktave                       | 4′    |
| Waldflöte                    | 2′    |
| Mixtur IV mit Vorabzug 1 ⁄3′ | 1 ⁄3′ |
| Trompete                     | 8′    |

| II Schwellwerk                |        |
| Liebl. Gedeckt                | 8′     |
| Salicional                    | 8′     |
| Koppelflöte                   | 4′     |
| Quinte                        | 2 ⁄3′  |
| Prinzipal                     | 2′     |
| Terz                          | 1 3⁄5′ |
| Scharf III-IV mit Vorabzug 1′ | 1′     |
| Tremulant                     |        |

| Pedal                      |                |
| Subbass                    | 16′            |
| Offenbass                  | 8′             |
| Choralbass mit Vorabzug 4′ | 4′+ 1 ⁄3′ + 1′ |
| Bauernpfeife               | 2′             |
| Posaune                    | 16′            |

- Koppeln und Spielhilfe: Normalkoppeln, Pleno an, Pleno ab
- Schleiflade, vollmechanisch

Nach Abschluss der Arbeiten soll die Disposition folgendermaßen aussehen:
| I Hauptwerk                  |       |
| Prinzipal                    | 8′    |
| Rohrflöte                    | 8′    |
| Oktave                       | 4′    |
| Waldflöte                    | 4′    |
| Oktave                       | 2′    |
| Mixtur IV mit Vorabzug 1 ⁄3′ | 1 ⁄3′ |
| Trompete                     | 8′    |

| II Schwellwerk |        |
| Liebl. Gedeckt | 8′     |
| Salicional     | 8′     |
| Schwebung      | 8′     |
| Koppelflöte    | 4′     |
| Prinzipal      | 4′     |
| Quinte         | 2 ⁄3′  |
| Oktave         | 2′     |
| Terz           | 1 3⁄5′ |
| Tremulant      |        |

| Pedal       |     |
| Subbass     | 16′ |
| Offenbass   | 8′  |
| Gedecktbass | 8′  |
| Posaune     | 16′ |

- Koppeln und Spielhilfen unverändert

## Glocken

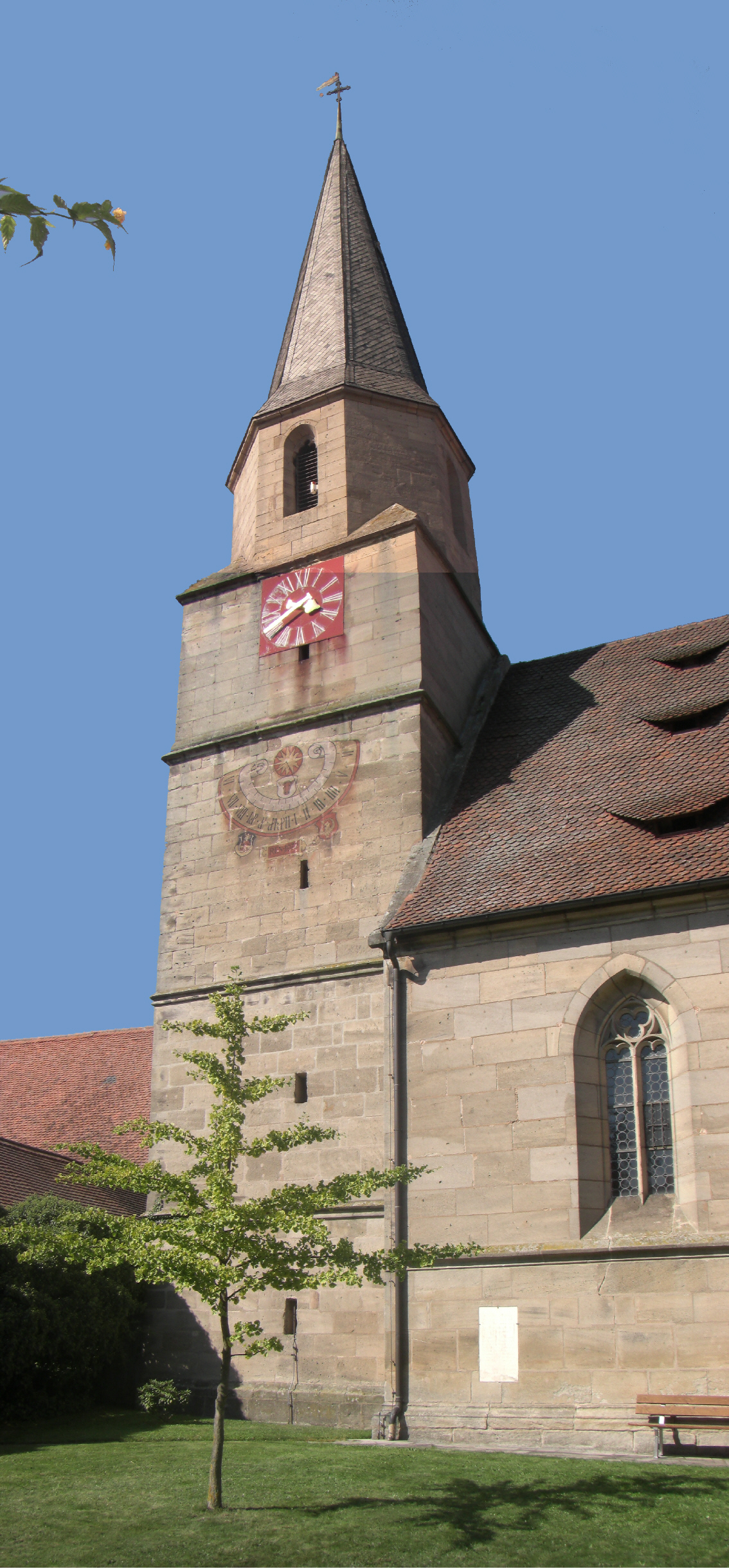
Der Kirchturm 2008

Eine erste Glocke, 18 Zentner und 81 Pfund schwer, wurde 1469 im Turm aufgehängt. In den Jahren 1540, 1541, 1571 und 1729 wurden neue Glocken erworben. Von 1729 bis zum Ersten Weltkrieg besaß die Kirche vier Glocken. Im Glockenstuhl hing in der Mitte die Zwölf-Uhr-Glocke von 1541, die 1892 umgegossen wurde. Sie hatte beim Trauerläuten etliche Jahre zuvor einen Sprung bekommen und ihren guten Klang verloren. Sie war die größte Glocke, trug die in Latein verfasste Inschrift „Gloria patri et filio et spiritui sancto sicut erat in principio et nunc 1541“ (Ehre sei dem Vater und dem Sohn und dem Heiligen Geist, wie es war im Anfang und jetzt 1541) und war an vier Stellen mit Reliefs von Heiligen verziert. Westlich von ihr war die mittelgroße Elf-Uhr-Glocke von 1540 platziert, die als einzige noch erhalten ist. Die östliche Glocke, die Betglocke, war die kleinste der drei, wurde 1729 in Nürnberg erworben und war ohne Aufschrift. Sie wurde 1854 von J. A. Kaernlein in Nürnberg umgegossen, da sie seit 1825 einen Sprung hatte. Das in Nürnberg gekaufte, am 16. Mai 1571 installierte und 1685 umgegossene Gemeindeglöcklein, auch Schlagglöcklein genannt, war bis zu einem Blitzeinschlag 1824 an einem Vorbau am südlichen Turmdach angebracht und wurde danach im nach Süden ausgerichteten Schallloch der Glockenstube aufgehängt.
Im Verlauf des Ersten Weltkrieges wurden die Betglocke und das Gemeindeglöcklein 1917 enteignet und zu Kriegszwecken eingeschmolzen. 1924 wurden zwei neue Glocken in Auftrag gegeben. Die größere der beiden Bronzeglocken bezahlte mit 800 Mark die Stadt Nürnberg, die kleinere mit 522 Mark die Gemeinde selbst. Am 20. Juli 1924 wurden die Glocken geweiht.
1940 wurden im Zweiten Weltkrieg die Glocken erneut requiriert. Bis auf die Elf-Uhr-Glocke wurden alle in der Woche nach dem 15. Februar 1942 abmontiert und zum Glockenfriedhof nach Hamburg gebracht. Zwölf Jahre lang besaß die Kirche nur eine Glocke. Am 17. September 1954 wurden die Zwölf-Uhr-Glocke und die Betglocke durch zwei neue Glocken aus Heidelberg ersetzt. Die Glockenweihe erfolgte am 26. September 1954. Seitdem verfügt die Kirche über drei Glocken:
| Name             | Gussjahr | Gießer, Gussort             | Gewicht | Schlagton | Inschrift |
| ---------------- | -------- | --------------------------- | ------- | --------- | --- |
| Zwölf-Uhr-Glocke | 1954     | F. W. Schilling, Heidelberg | 828 kg  | fis       | SOLI DEO GLORIA (Gott allein zur Ehre)                                                                           |
| Elf-Uhr-Glocke   | 1540     | Sebald Beheim, Nürnberg     | 600 kg  | a         | AGNVS DEI QVI TOLLIS PECATA MVNDI MISERE 1540 (Lamm Gottes, der du trägst die Sünde der Welt, erbarme dich 1540) |
| Betglocke        | 1954     | F. W. Schilling, Heidelberg | 318 kg  | h         | VENI CREATOR SPIRITUS (Komm, Schöpfer Geist)                                                                     |

## Turm
Die unteren vier mit Schießscharten versehenen Geschosse des Kirchturms, die durch Schrägsimse voneinander abgesetzt sind, wurden in der Zeit um 1400 errichtet und stammen noch von der Vorgängerkirche. 1507–1511 wurde das oktogonale Obergeschoss mit Rundbogenfenstern mit Maßwerk aufgesetzt und von einem achteckigen Spitzhelm bekrönt. 1864 wurde der Kirchturm oberhalb des Oktogons erhöht. Der Turm, dessen Glockenstuhl aus der Barockzeit stammt, steht, von der Hauptachse etwas nach Süden versetzt, an der Westseite der Kirche. An der Südwand des dritten Geschosses befindet sich eine Sonnenuhr, ein Geschoss höher sind die Zifferblätter der Turmuhr an Süd- und Nordseite angebracht. An der Turmspitze sind ein Kreuz mit einem Halbmond und eine Wetterfahne befestigt.

## Sakristei

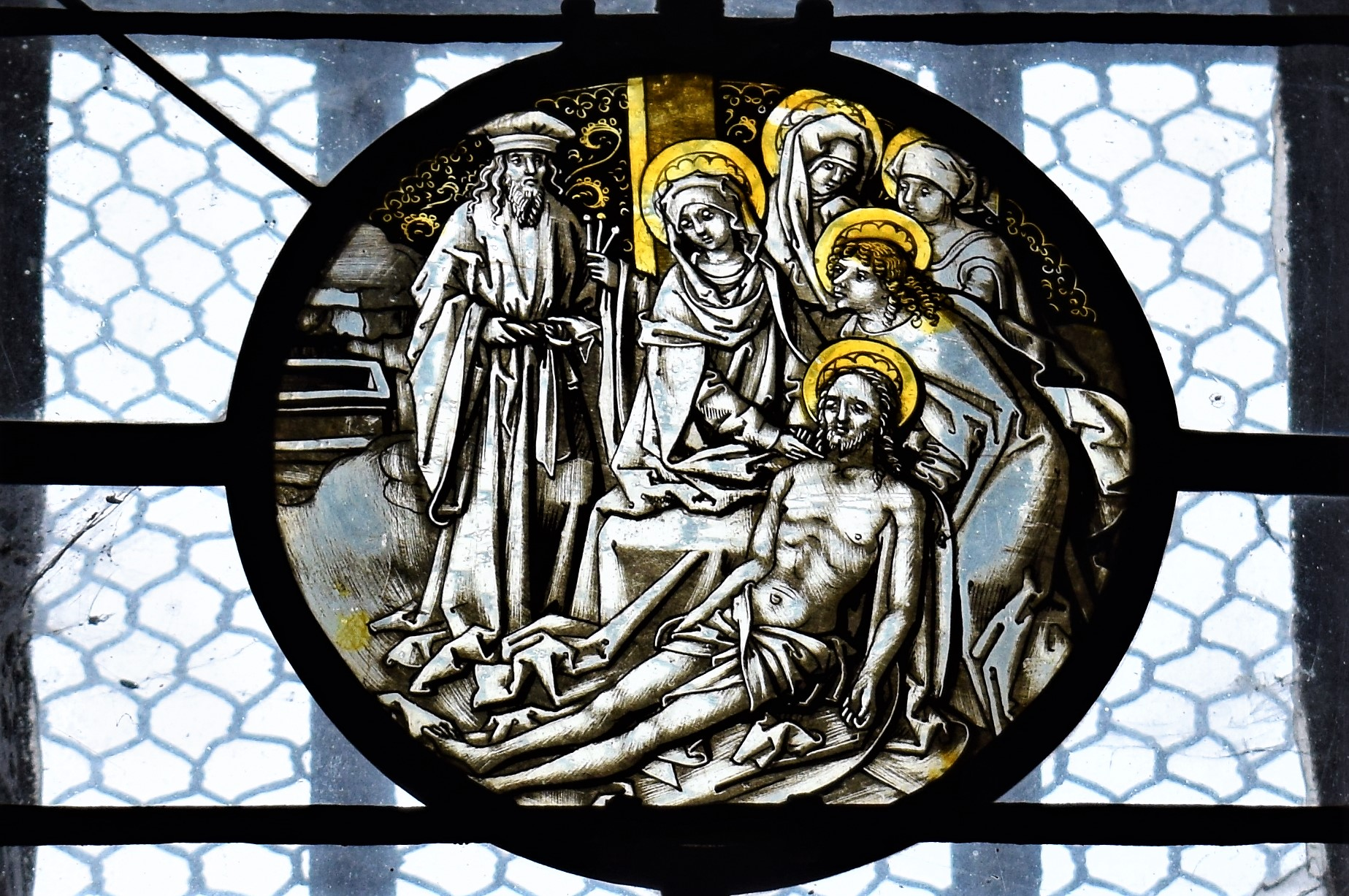
Rundscheibe mit Grablegung Christi in der Sakristei

Die Sakristei ist an die Südwestecke des Chores angebaut. Unterhalb der Herrschaftsloge ist sie vom Chor her durch eine Rundbogentür zugänglich, die ein reich profiliertes Gewände mit dem Rieterwappen und der Jahreszahl der Grundsteinlegung im Bogenschild besitzt. Sie ist mit zwei schmalen hochrechteckigen Fenstern und einem figurierten Sternrippengewölbe versehen, das mit Wappen bemalt ist. An der Nord- und Westwand stehen auf Holztafeln die Namen früherer Pfarrer vom Ende des 15. Jahrhunderts bis in die Gegenwart.
Im Ostfenster sind übereinander drei Glasgemälde in der Form von Rundscheiben mit einem Durchmesser von 35 Zentimetern vom Ende des 16. Jahrhunderts eingelassen. Die oberste Scheibe zeigt den gekrönten und nimbierten Kopf eines älteren Mannes mit weißem Bart und der Beischrift PAX VOBIS in einem Lorbeerkranz, der möglicherweise Gottvater darstellt oder einen heiligen Kaiser. In den nächsten Scheiben, die aus Zürich stammen, befinden sich zwei Vollwappen: das von Hans Rieter (1522–1584) und darunter das Wappen seiner Frau Katharina Gößwein. Auf den Scheiben stehen ihre Namen und die Jahreszahl 1583.
Im Südfenster gibt es eine mittelalterliche Rundscheibe mit einem Durchmesser von 16 Zentimetern, die in Grisaille-Technik ausgeführt ist und auf die Zeit um 1500 datiert wird. Sie soll aus Augsburg stammen und zeigt als Motiv die Beweinung Christi, wird aber auch als Grablegung Christi bezeichnet: Vor mehreren Trauernden sitzt Christus nach seiner Kreuzabnahme auf dem Boden. Eine gleichaltrige Rundscheibe mit dem Motiv der Kreuzigung Christi, die 1811 noch vorhanden war, ist verschollen.

## Gruft

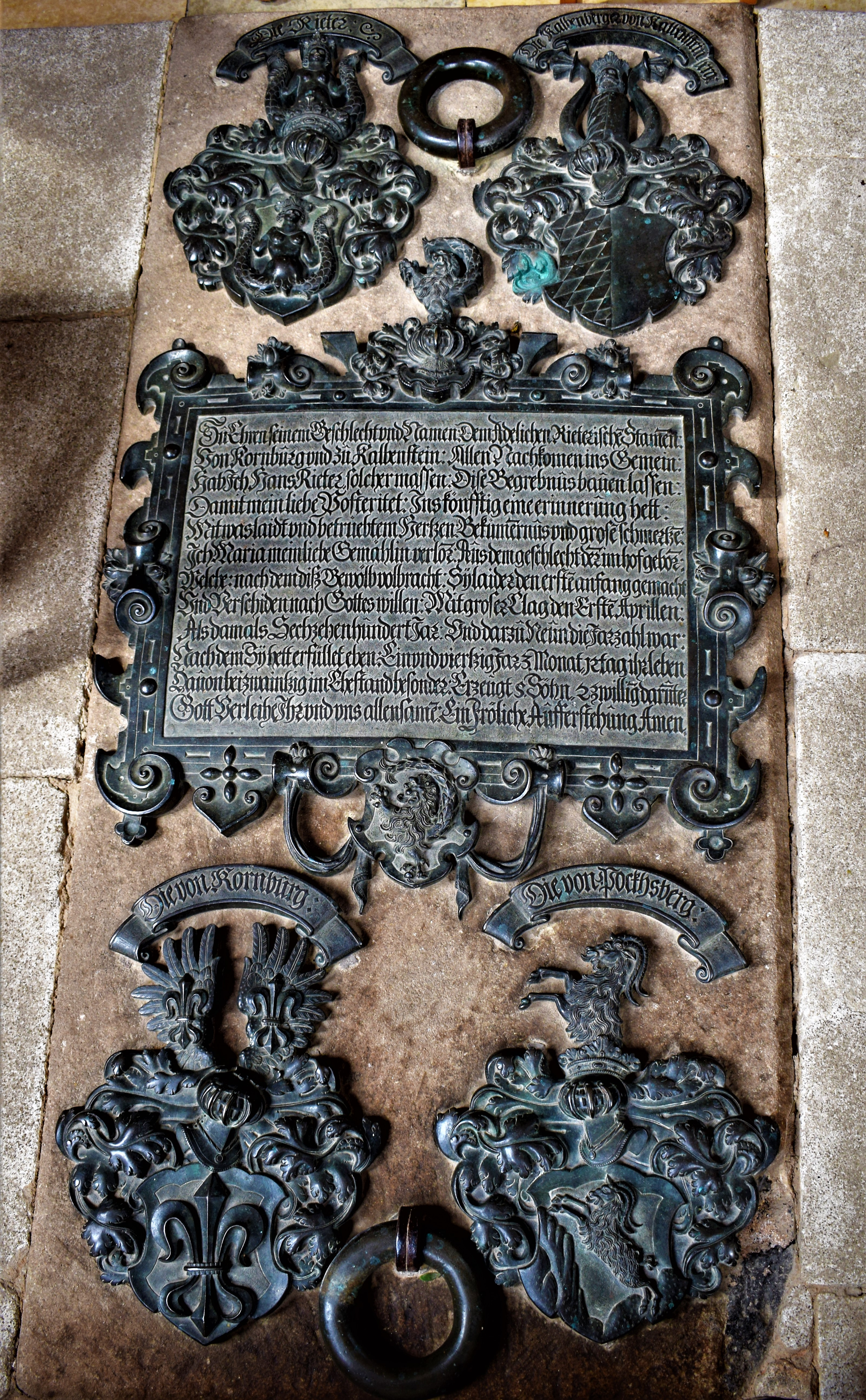
Die Steinplatte mit Bronzebeschlägen vor dem Hauptaltar

Unter dem Altarraum befindet sich die von Hans Rieter um 1609 angelegte Gruft der Familie Rieter, die vermutlich kurz nach Beginn der Renovierungsarbeiten anlässlich des Todes von Maria von Imhoff, Hans Rieters erster Ehefrau, errichtet und mit einem Tonnengewölbe versehen wurde. Hinter einer Tür auf der Rückseite des Hauptaltars führt eine Treppe in die Gruft. Der alte Zugang zur Gruft ist im Chor durch eine Steinplatte mit Bronzebeschlägen (1609) verschlossen. Die Beschläge bestehen aus einer Inschrifttafel zum Gedenken an Maria von Imhoff mit angehängtem Wappen, dem Seelöwen derer von Imhoff, und vier Wappenschilden: Über der Inschrift ist links das Wappen der Rieter, daneben das Phantasiewappen der legendären Kalbenberger, unterhalb des Textes sind die Wappen der Rieter von Kornburg und von Bocksberg zu sehen.
Die Verstorbenen sind auf natürliche Weise zu Mumien geworden. Sie wurden 1893 aus ihren zerfallenen Holzsärgen in 13 Glassärge, einen Kindersarg und einen Steinsarkophag umgebettet. In der Gruft liegen unter anderem Hans Rieter, der Erbauer der Gruft, Johann Albrecht Andreas Adam Rieter, mit dem das Patriziergeschlecht der Rieter ausstarb, und dessen Frau, die als letztes Familienmitglied 1782 hier zu Grabe getragen wurde, sowie Anna Catharina von Lindenfels, die der Sage nach auf einem Ball in Triesdorf beim Tanzen verstorben und daher im Tanzkleid bestattet worden ist. Das Betreten der Gruft ist aus konservatorischer Sicht, aber auch aus Gründen der Pietät nicht mehr statthaft.

## Denkmal- und Naturschutz
Das Gebäude ist unter der Denkmalnummer D-5-77-111-28 als Baudenkmal in die Bayerische Denkmalliste des Bayerischen Landesamts für Denkmalpflege eingetragen. Die untertägigen Bestandteile der Kirche und ihres mittelalterlichen Vorgängerbaus sind zudem als Bodendenkmal mit der Nummer D-5-6831-0117 ausgewiesen. Da die Kirche vom Denkmalamt als Landschaftsprägendes Baudenkmal eingestuft ist, gehört ihre Umgebung zum Erscheinungsbild des Bauwerks dazu und darf nur mit Genehmigung des Denkmalamts verändert werden. Seit 2019 wird die Kirche als Denkmal von nationaler Bedeutung bewertet.
Unter dem Kirchendach nisten zahlreiche Fledermäuse der Gattungen Langohrfledermäuse und Mausohren, weswegen die Kirche seit den 1980er Jahren mit einem Fledermausbestand in der Artenschutzkartierung verzeichnet ist.